# Distrito de Breña
El distrito de Breña es uno de los cuarenta y tres distritos que conforman la provincia de Lima, ubicada en el departamento homónimo, en el Perú. Limita al norte y este con el distrito de Lima, al sureste con el distrito de Jesús María, al sur con el distrito de Pueblo Libre, y al oeste nuevamente con el distrito de Lima. 
Fue creado durante el gobierno de Manuel A. Odría, el 15 de julio de 1949, sobre tierras agrícolas en proceso de urbanización dada su cercanía al centro histórico de Lima. Es el segundo distrito más pequeño de Lima después de Lince. A pesar de que su población ha estado en constante declive, es el distrito más denso de la ciudad con 29 mil habitantes por km2. Ocupa el undécimo puesto en función a su índice de desarrollo humano entre todos los distritos del Perú. Asimismo, está habitado principalmente por familias de nivel socioeconómico medio alto y medio. 
Entre su equipamiento urbano, el distrito cuenta con un hospital especializado —el Instituto Nacional de Salud del Niño—, noventa locales educativos, una facultad de educación superior universitaria, tres parroquias de la Iglesia católica, una piscina municipal y diversos establecimientos comerciales incluidos varios centro comerciales (como La Rambla), aunque presenta escasas áreas verdes y parques.

## Historia

### Época prehispánica
En tiempos prehispánicos esta zona habría sido parte del gran curacazgo o señorío de Ichma (Lima), con centro en Pachacámac, que se extendía del río y valle de Lurín al Rímac. Los pequeños curacazgos estaban formados en torno del cauce de canales de irrigación que permitían tener amplias zonas agrícolas para mantener a los pobladores. Uno de estos era la acequia o río de la Magdalena, que tenía su origen en el río Rímac, en una bocatoma ubicada detrás del actual Palacio de Gobierno y se dirigía de norte a sur atravesando el actual distrito de Breña (por los jirones Aguarico y Loreto, hacia la avenida del Río de Pueblo Libre).
En el área norte de la primera delimitación distrital, se encontraba la huaca o complejo de Makatampu (Macatambo), construcciones del Intermedio Temprano asociadas a la cultura Lima o Maranga (0-600 d. C.) de adobitos, adobones y canto rodado, con entierros posteriores e intrusivos correspondientes al Intermedio Tardío (900-1470 d. C.). La ubicación era la antigua hacienda del Conde de las Torres, hacia el norte de la cuadra 27 de la avenida Argentina. Esta huaca desapareció por expansión urbana entre los años 1940 y 1948.
Al sur de la primera delimitación distrital está el complejo arqueológico Mateo Salado o Huaca de Azcona, considerada la sede administrativa del valle del Rímac. Está constituido por cinco montículos piramidales construidos sobre grandes tapiales y su extensión es de unas 18 hectáreas. Se considera que es del Intermedio Tardío (1000-1470 d. C.) y del Horizonte Tardío (1470-1532 d. C.). Antiguamente se hallaba conectado mediante un estrecho camino amurallado con el grupo arqueológico de Maranga.
Hay referencias de la existencia de una pequeña huaca (Panteoncito) hacia la cuadra tercera de la avenida Brasil.

### Época colonial
Desde 1618, había sido requerimiento de la población de Lima, la construcción de una muralla para defender a la ciudad de las posibles incursiones de piratas o ataques por parte de los indios. Más de medio siglo después, fue el presbítero flamenco, natural de Malinas, Jean Raymond Coninck, cosmógrafo mayor del reino, quien hizo el proyecto. Llegado al Perú en 1655, había sido discípulo de los científicos jesuitas Gregorio de San Vicente y Andrés Jacquet y tenía conocimientos arquitectónicos únicos para su época.
El virrey Melchor de Navarra y Rocafull, Duque de la Palata, se empeñó en la construcción. Los trabajos empezaron en 1685, y en 1687, se inauguró la obra. De algo más de 5 metros de ancho y 4.5 de altura, se extendía aproximadamente en 11,700 metros. Contaba con 34 bastiones defensivos y 5 accesos a la ciudad. Hacia el oeste estaban la Portada de Monserrate, la Portada real del Callao, la Puerta de San Jacinto, la Portada de Juan Simón o Camacho, y la de Matamandinga o Guadalupe.
Traspasadas estas portadas hacia el oeste, entre la de Monserrate y la del Callao, en la margen izquierda del río Rímac estaban las tierras llamadas del Conde de la Vega del Ren y más al oeste las del Conde de la Torre Velarde; al oeste de las portada del Callao, Juan Simón y Guadalupe, estaban las tierras de sembrío llamada Chacra Colorada, siguiendo la Acequia de La Legua. Hacia el sur estaba la hacienda del capitán don Joaquín Manuel de Azcona y Buega, I conde de San Carlos, con una casa hacienda de esmerados murales y juegos de agua (actual Centro Loyola).

### Época republicana

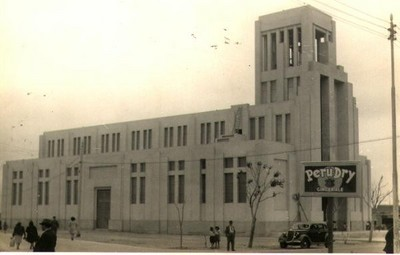
Fotografía tomada en 1938 de la Iglesia de Nuestra Señora de los Desamparados.

Lima fue una ciudad amurallada todavía en 1862, como muestra el plano de la ciudad confeccionado en 1862 por el coronel Mariano Bolognesi. Es el 2 de diciembre de 1869, cuando el presidente José Balta firma el decreto por el que se establece la demolición de las murallas, para dar paso al crecimiento urbano. En 1878, el viajero Edmundo Cotteau hace referencia a que las murallas habían sido demolidas para dar paso a nuevas calles. Según el plano de P. V. Jouanny, grabado por F. Dafour en París (1880), la ciudad de Lima terminaba por el oeste en la avenida Circunvalación (Alfonso Ugarte), trazada sobre el espacio que habían ocupado las murallas del oeste.
En un plano de Lima de 1904, se presenta hacia el oeste de la avenida Alfonso Ugarte, el lugar llamado Chacra Colorada. Siguiendo hacia el sur, la misma avenida y bordeando la avenida Piérola (Brasil), se halla la hacienda de Breña (de donde viene el nombre del distrito); más al sur, la hacienda de Los Desamparados, y al oeste, la hacienda de Azcona.
En el plano topográfico de Lima, Callao y sus alrededores (1907), aparecen los lugares denominados Breña, Chacra Colorada, Azcona (sic) y Ríos. El río (acequia) Magdalena o Maranga cruza de norte a sur, dividiendo Azcona y Chacra Colorada, por lo que sería luego la calle Aguarico, para seguir por Napo y desembocar en la avenida del Río, lo que determinó el trazado de las urbanizaciones y calles. Esto se ve claro en el plano de Ricardo Tizón y Bueno, ingeniero civil y agrimensor (1908).
De ese mismo año, es el plano de las Empresas Eléctricas Asociadas (ingeniero Enrique E. Silgado), el primero que muestra toda la superficie de Lima, Callao, balnearios y fundos intermedios. Entre estos, aparecen Breña, Chacra Colorada, Azcona, Chacra Ríos y Desamparados. Para esta época, ya se había construido edificaciones sobre el lado oeste de la avenida Circunvalación, y en la zona más próxima a la ciudad de la avenida del Progreso (Venezuela). En el plano panorámico de Lima en homenaje al primer centenario de la batalla de Ayacucho (1924), la Leyenda oculta el levantamiento solar por solar en el espacio entre la carretera al Callao (Colonial, hoy Benavides) y la avenida Breña (Arica).

### Creación del distrito

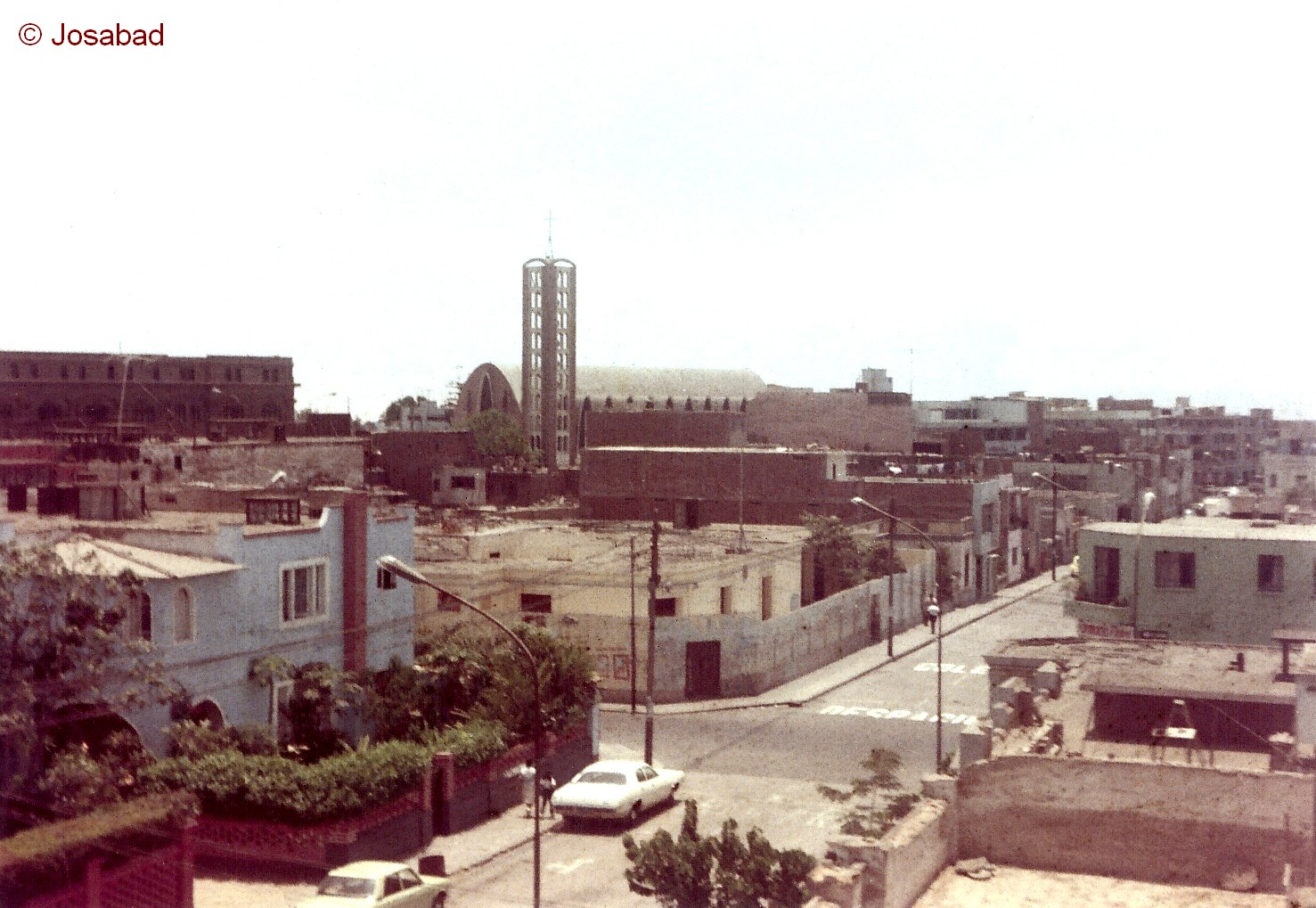
La avenida República de Portugal en 1982.

Durante el Gobierno del general, Manuel Odría, por Decreto Ley N.º 11059 del 15 de julio de 1949 fue creado el distrito de Breña, segregándose del distrito de Lima. Lleva el nombre de la hacienda del mismo nombre, responde al vocablo español que significa “tierra quebrada entre peñas y poblada de maleza” y no hace referencia, como muchos suponen, al mariscal Andrés A. Cáceres ni a la Campaña de la Breña.
Breña fue pensada como una enorme zona industrial que de este a oeste iba desde la avenida Alfonso Ugarte hasta el Callao, y de norte a sur desde el río hasta el fundo Santa Beatriz. La relativa bonanza económica del Perú como consecuencia de la Segunda Guerra Mundial y de la guerra de Corea, llevó a la planificación de los espacios para la industria y los conjuntos habitacionales para los trabajadores. Inclusive uno de los templos católicos fue ideado como monumento Art déco, con reminiscencias de modernidad. No obstante, la segunda mitad del siglo XX, no correspondió a las expectativas.
El distrito, que abarcaba las urbanizaciones de Breña, Chacra Colorada, Garden City, Azcona, Chacra Ríos, Dos de Mayo, Conde de las Torres y Wiese, fue recortado una década después, en casi la mitad de su extensión. Actualmente, quedan pertenecientes al distrito las urbanizaciones de Breña, Chacra Colorada, Garden City y Azcona.

## Geografía y límites distritales

### Ubicación
El distrito de Breña está ubicado al oeste del centro histórico de Lima, y forma parte de la subregión Lima Centro. Cuenta con una superficie de 3.22 km² y su altitud media es de 120 m s.n.m, lo que lo ubica como el segundo distrito más pequeño de Lima.

### Límites
Limita al norte y este, con el distrito de Lima, por medio de las avenidas Zorritos y Alfonso Ugarte. Luego, al sureste, con el distrito de Jesús María, a través de la avenida Brasil. Posteriormente, al sur, con el distrito de Pueblo Libre, mediante las avenidas Mariano Cornejo y Pedro Ruiz Gallo. Y finalmente, al oeste, nuevamente con el distrito de Lima, por medio de la avenida Tingo María.

## Hitos urbanos
Las áreas verdes del distrito son escasas, su densidad es una de las más bajas de Lima con solo 0,94 m² por habitante distribuidos en sus veintiocho parques y jardines. Las avenidas Venezuela y Arica son sus principales vías de acceso centrales, y las que soportan la mayor cantidad de tráfico vehicular.  
Los hitos arquitectónicos más importantes son:
- Basílica María Auxiliadora
- centros educativos salesianos
- Colegio La Salle y su capilla
- Iglesia Nuestra Señora de los Desamparados.
- Plaza Bolognesi
- Instituto Nacional de Salud del Niño.
- Plaza de la Bandera
- Mirador del árabe (torre para la antena de radio de onda corta, propiedad de unos alemanes que construyeron su casona al frente en 1926), en la segunda cuadra del jirón Iquique.

| Intersección                               | Coordenadas                  | Cota                                   |
| ------------------------------------------ | ---------------------------- | -------------------------------------- |
| Av. Alfonso Ugarte - Jr. Zorritos          | 12°3'2.72" S, 77°2'32.77" W  | 139 m s. n. m.                         |
| Plaza Bolognesi                            | 12°3'37.09" S, 77°2'29.69" W | 134 m s. n. m.                         |
| Av. Brasil - Jr. Pedro Ruiz Gallo          | 12°4'12.13" S, 77°2'58.68" W | 112 m s. n. m.                         |
| Jr. Pedro Ruiz Gallo - Av. Mariano Cornejo | 12°3'59.40" S, 77°3'15.03" W | 109 m s. n. m.                         |
| Plaza de la Bandera                        | 12°4'3.00" S, 77°3'40.28" W  | 180 m s. n. m. Por la Moharra del Asta |
| Av. Tingo María - Jr. Zorritos             | 12°2'56.30" S, 77°3'13.34" W | 120 m s. n. m.                         |

## División Administrativa
El cuadro muestra el centro poblado que pertenece al distrito de Breña.
| Centro Poblado | Tipo de Centro Poblado |
| -------------- | ---------------------- |
| Breña          | Urbano                 |

## Demografía

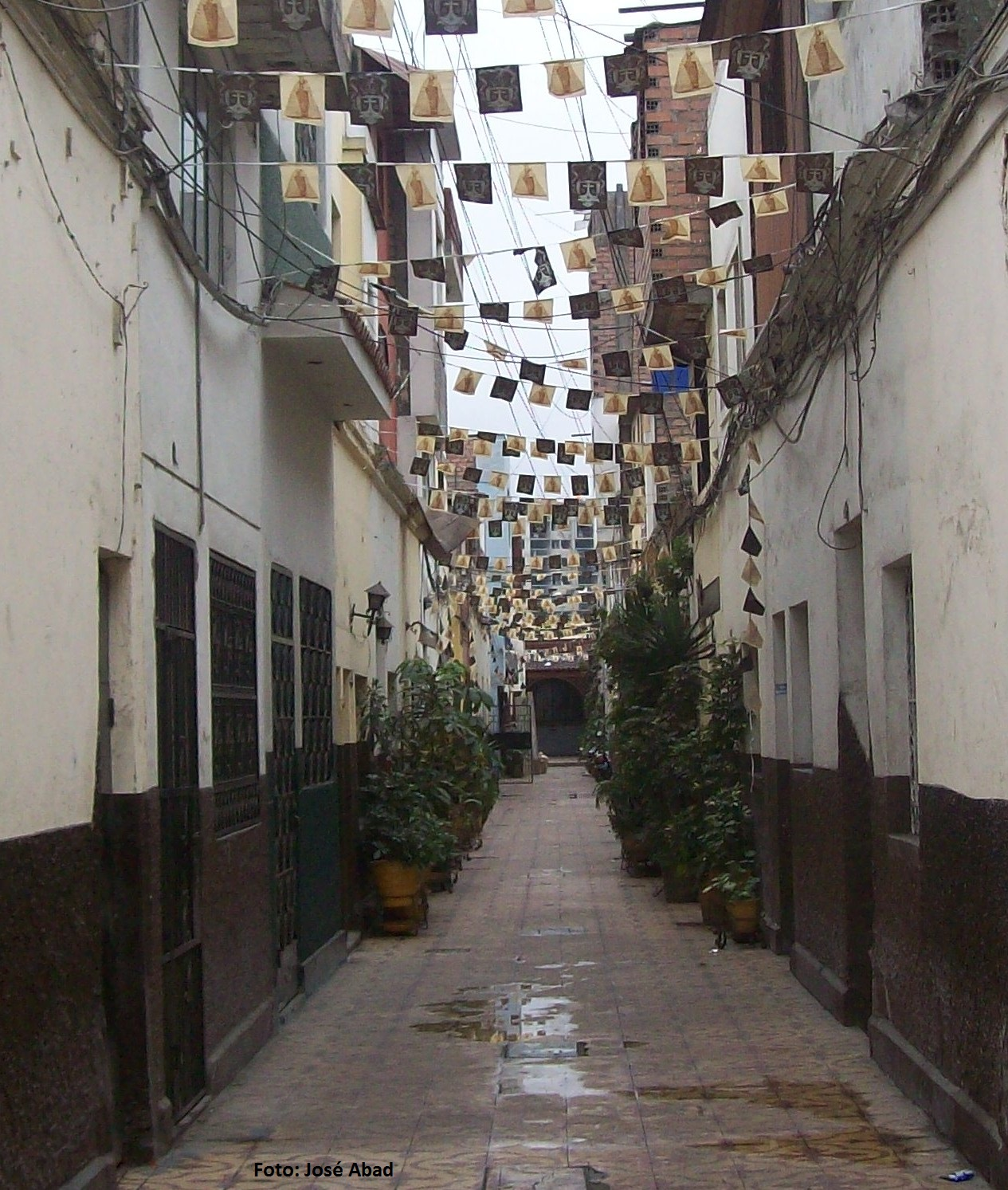
Las quintas, conjunto de viviendas que comparten un acceso común, fueron una de las tipologías residenciales más comunes en Breña, durante el.

A finales del siglo XX, la población de Breña mostró una tendencia decreciente, entre 1981 y 1993 el número de habitantes disminuyó de 112 398 a 89 973. Fue recién en la segunda década del siglo XXI que esta tendencia se revirtió. Según el XII Censo de Población del año 2017, la población breñense fue de 85 309 habitantes. Lo que significó un aumento de solo 4,2 %, respecto a los 81 909 habitantes registrados en el censo de 2007. Aunque la tasa de crecimiento del distrito está por debajo de la que tiene la provincia de Lima, su densidad poblacional es muy alta. Al 2021, ocupa el segundo lugar entre los distritos más densamente poblados de Lima con un total de 29 257,5 habitantes por km².
El índice de desarrollo humano del distrito es muy alto, su valor en 2019, fue de 0,8121. Con este valor, Breña se situó en el puesto once, tanto a nivel de los 1874 distritos del Perú como a nivel de los 43 distritos de la provincia de Lima. Según el ingreso per cápita por hogar, el 98% de hogares breñenses corresponden a un nivel socioeconómico medio alto, con ingresos que fluctúan entre los 1450 y 2400 soles mensuales.
Entre 2013 y 2018, el número de personas que residen en hogares cuyo gasto per cápita mensual no es suficiente para satisfacer sus necesidades básicas se redujo en el distrito. Mientras que, en 2013, el nivel de pobreza osciló entre el 4,8 % y 7,0 % ubicando a Breña en el puesto 1866 de 1874 distritos. En 2018, el porcentaje de pobreza fluctuó entre 2,6 % y 5,4 % posicionando al distrito en el puesto 1822 a nivel nacional. Obteniendo mejores resultados que otros distritos como Rímac, Lima, San Luis, La Victoria y Chorrillos.

## Autoridades
| Cargo    | Autoridad electa                         | Partido político | Partido político   |
| -------- | ---------------------------------------- | ---------------- | ------------------ |
| Alcalde  | Luis Felipe de la Mata Martínez          |                  | Podemos Perú       |
| Regidor  | Abel Damian Huyhua Contreras             |                  | Podemos Perú       |
| Regidora | Marybel López Gonzales                   |                  | Podemos Perú       |
| Regidor  | Juan Carlos Villafuerte Alata            |                  | Podemos Perú       |
| Regidora | Eva Soledad Chuco Ramos                  |                  | Podemos Perú       |
| Regidor  | César Andrés Borja Villanueva            |                  | Podemos Perú       |
| Regidora | Dayana Estefany Ruiz Simon               |                  | Podemos Perú       |
| Regidora | Lida Emilia Bermudo Valladares De Pinedo |                  | Renovación Popular |
| Regidor  | Arturo Omar Maura Alfaro                 |                  | Renovación Popular |
| Regidor  | Víctor Villarruel Cueva                  |                  | Somos Perú         |

## Organización municipal

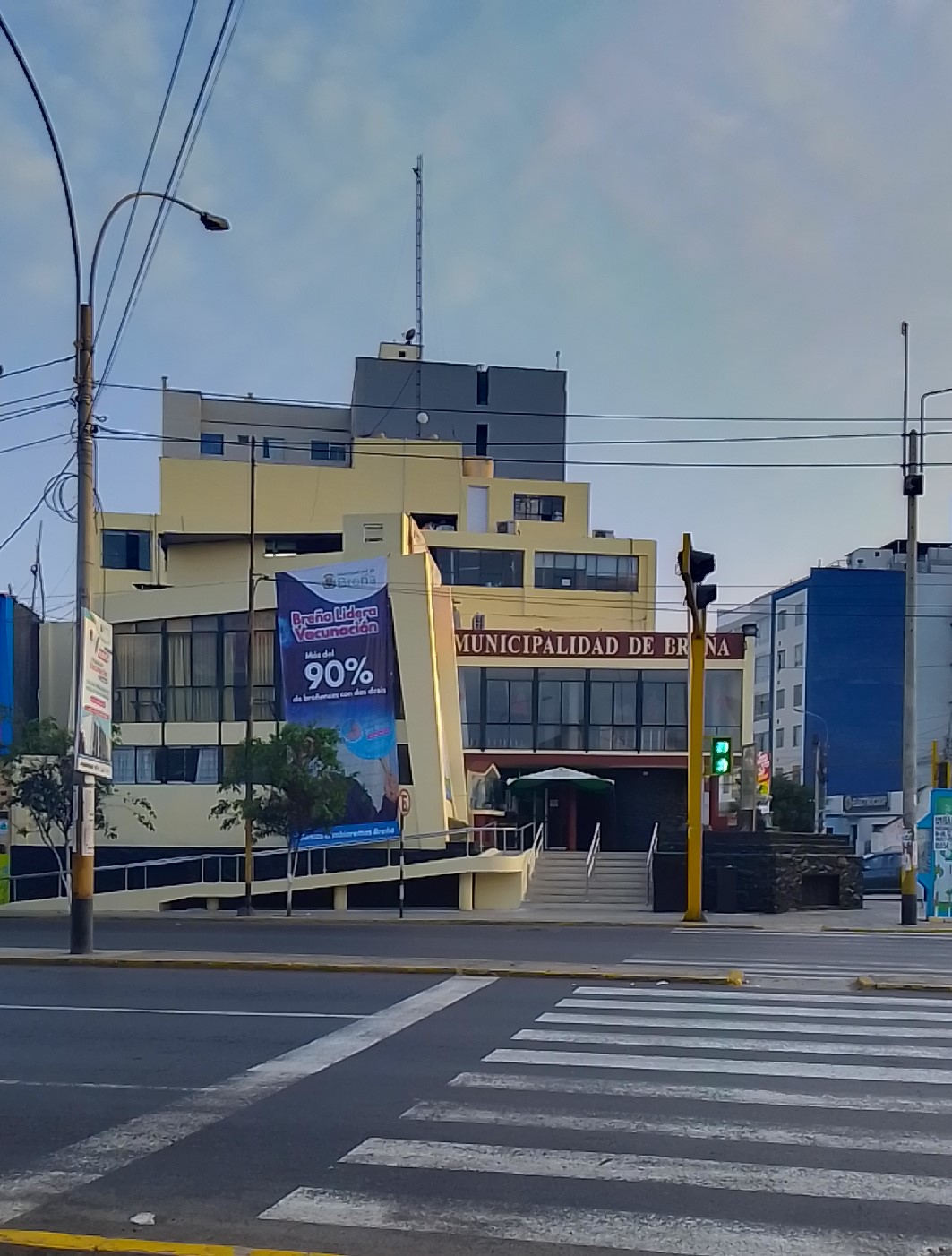
Sede de la Municipalidad de Breña, en la avenida Arica.

### Recursos humanos
Según el Registro Nacional de Municipalidades (RENAMU), la Municipalidad de Breña contaba al 31 de diciembre de 2021 con 549 trabajadores activos, de los cuales están en planilla 237 personas, es decir, el 43,2% del total, perteneciendo 37 personas bajo el Régimen Laboral del Decreto Legislativo 276, 150 trabajadores al Régimen Laboral 728 y 60 contratados con el Régimen Especial de Contratación Administrativa de Servicios. El 56,8% (312 personas) son contratados bajo la modalidad de locación de servicios. Al 31 de marzo de 2022, el número de trabajadores fue de 605, que incluye 365 personas como locadores de servicios (Servicios de terceros).
| Categoría de ocupación    | 31 Dic 2021 | 31 Dic 2021 | 31 Dic 2021 | 31 Mar 2022 | 31 Mar 2022 | 31 Mar 2022 |
| Categoría de ocupación    | Total       | Hombre      | Mujer       | Total       | Hombre      | Mujer       |
| ------------------------- | ----------- | ----------- | ----------- | ----------- | ----------- | ----------- |
| Total                     | 549         | 318         | 231         | 605         | 331         | 274         |
| Funcionarios o directivos | 24          | 17          | 7           | ...         | ...         | ...         |
| Empleados: Profesionales  | 5           | 2           | 3           | ...         | ...         | ...         |
| Empleados: Técnicos       | 55          | 37          | 18          | ...         | ...         | ...         |
| Empleados: Auxiliares     | 3           | 2           | 1           | ...         | ...         | ...         |
| Obreros: De Limpieza      | 79          | 25          | 54          | ...         | ...         | ...         |
| Obreros: Otros            | 71          | 48          | 23          | ...         | ...         | ...         |
| Personal de vigilancia    | -           | -           | -           | ...         | ...         | ...         |
| Locación de Servicios     | 312         | 187         | 125         | 365         | 192         | 173         |

Asimismo, al 31 de marzo de 2022, mantuvo una planilla de 100 pensionistas, de los cuales 32 son hombres y 68 mujeres, siendo el noveno distrito limeño con mayor número de jubilados, después de Lima, La Victoria, Miraflores, San Martín de Porres, Lince, San Isidro, Santiago de Surco y Jesús María.

### Infraestructura municipal y sistemas administrativos
En 2018, la Municipalidad de Breña contó con quince locales propios, diez camionetas o autos operativos, un minivan, ocho motocicletas, dos volquetes, cinco camiones, de los cuales dos son recolectores de basura, un cisterna y el resto camiones de carga, cargador frontal y una compactadora de suelo, según Registro Nacional de Municipalidades.
Asimismo, fue equipada con 136 computadoras, todas ellas operativas y conectadas a internet, siete escáner, cuarenta y seis impresoras (tres de ellas multifuncionales), dos fotocopiadoras, un plóter, un proyector multimedia, ocho líneas telefónicas fijas y treinta y siete móviles. En cuanto a sistemas de información para la gestión municipal, existen aplicaciones para Tesorería, Catastro, Personal, Presupuesto, Trámite Documentario, Abastecimiento, Contabilidad, Renta y Administración tributaria. Con relación a Sistemas administrados por el Estado, está implementado el Sistema Integrado de Administración Financiera (SIAF). Fuente: Registro Nacional de Municipalidades.

### Presupuesto
En 2024, la Municipalidad de Breña tuvo un Presupuesto Institucional de Apertura de 11 millones 113 mil dólares, considerando la información del Sistema de Seguimiento de la Ejecución Presupuestal del Ministerio de Economía y Finanzas y el tipo de cambio interbancario promedio del período del Banco Central de Reserva del Perú.
| Período | En miles de S/                              | En miles de S/                             | En miles de S/  | En miles de US$                             | En miles de US$                            | En miles de US$ | % Ejecución (Deveng./ PIM) |
| Período | Presupuesto Institucional de Apertura - PIA | Presupuesto Institucional Modificado - PIM | Gasto devengado | Presupuesto Institucional de Apertura - PIA | Presupuesto Institucional Modificado - PIM | Gasto devengado | % Ejecución (Deveng./ PIM) |
| ------- | ------------------------------------------- | ------------------------------------------ | --------------- | ------------------------------------------- | ------------------------------------------ | --------------- | -------------------------- |
| 2016    | 24 248                                      | 49 759                                     | 25 382          | 7 184                                       | 14 742                                     | 7 520           | 51,0                       |
| 2017    | 25 529                                      | 57 012                                     | 36 802          | 7 829                                       | 17 485                                     | 11 286          | 64,6                       |
| 2018    | 29 841                                      | 51 276                                     | 43 105          | 9 078                                       | 15 600                                     | 13 114          | 84,1                       |
| 2019    | 29 586                                      | 35 748                                     | 27 209          | 8 866                                       | 10 713                                     | 8 154           | 76,1                       |
| 2020    | 35 724                                      | 45 888                                     | 30 499          | 10 178                                      | 13 074                                     | 8 689           | 66,5                       |
| 2021    | 38 969                                      | 45 002                                     | 30 050          | 10 040                                      | 11 595                                     | 7 743           | 66,8                       |
| 2022    | 32 178                                      | 46 957                                     | 37 254          | 8 390                                       | 12 243                                     | 9 713           | 79,3                       |
| 2023    | 36 582                                      | 42 938                                     | 35 731          | 9 771                                       | 11 468                                     | 9 543           | 83,2                       |
| 2024 a/ | 41 361                                      | 41 616                                     | 1 273           | 11 113                                      | 11 181                                     | 342             | 3,1                        |

a/ Presupuesto Institucional Modificado y gasto devengado al 27 de enero de 2024.
Fuente: Ministerio de Economía y Finanzas - Banco Central de Reserva del Perú

## Economía

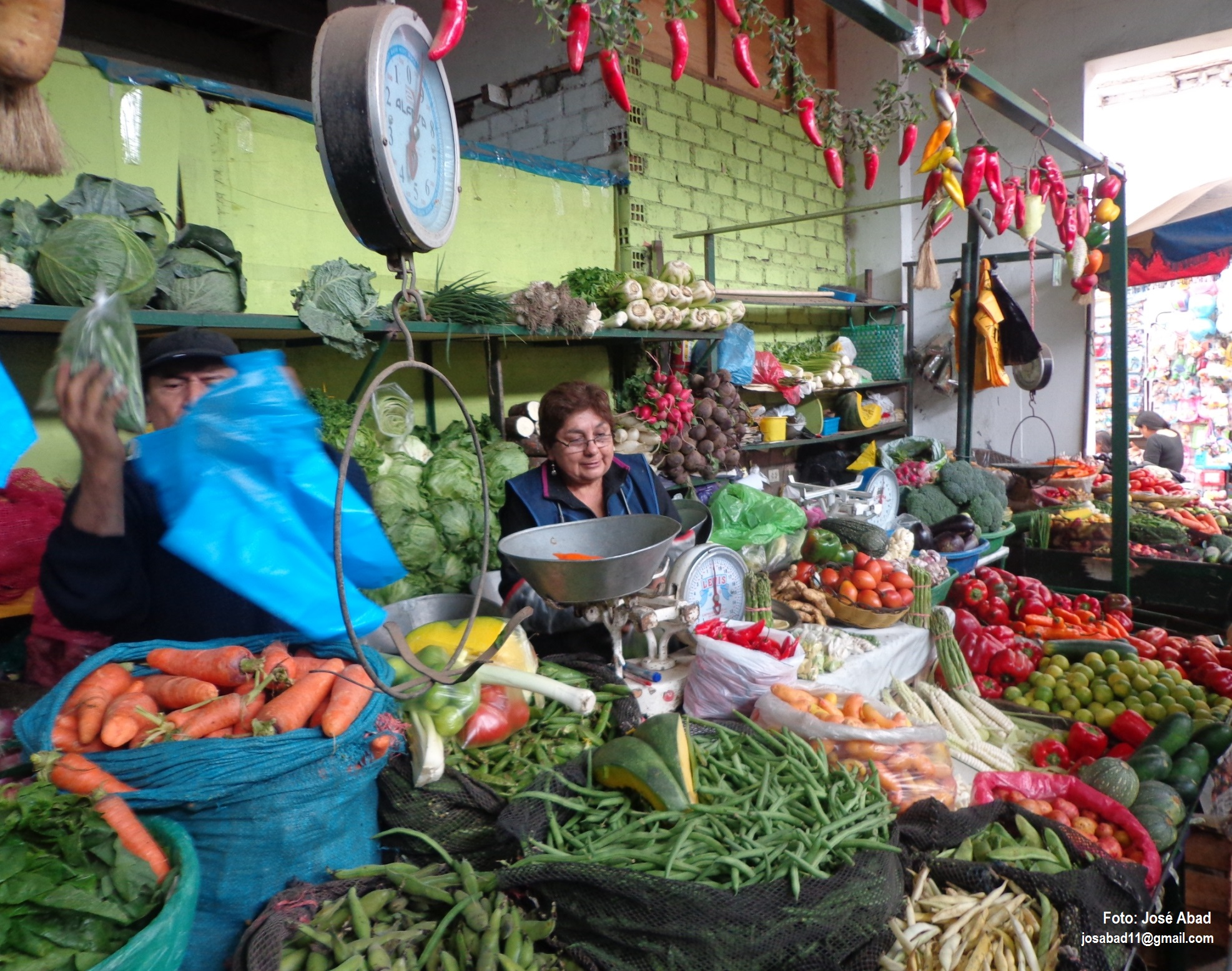
Puesto de verduras en el Mercado Las Flores. Sexta cuadra del jirón Juan Pablo Fernandini.

### Producción y valor agregado
Según el IV Censo Nacional Económico 2008, el valor total de producción del distrito de Breña de los establecimientos "visibles" en 2007, fue de 1 783 millones de nuevos soles (aproximadamente 570 millones de dólares norteamericanos). El valor del gasto en bienes y servicios para el proceso productivo, denominado Consumo Intermedio fue de 808 millones de nuevos soles (aproximadamente US$ 258 millones), siendo el valor agregado censal de 975 millones de nuevos soles (aproximadamente US$312 millones). El coeficiente técnico del Consumo Intermedio fue de 45.3%, es decir por cada nuevo sol obtenido de la producción, 45,3% se usó para adquirir insumos o suministros, el resto fue el valor añadido o agregado distrital que aporta al Producto Bruto Interno de la región o nación.

### Empresas y establecimientos
Según el III Censo Nacional Económico 1993-94 ejecutado por el Instituto Nacional de Estadística e Informática el número de establecimientos censados, en el distrito de Breña fue de 3 mil 237. El IV Censo Nacional Económico 2008, registró 3 mil 951 establecimientos, con una densidad de 47 establecimientos por cada mil habitantes. De estos establecimientos, uno es extractivo, 545 de transformación y 3405 de servicios.
En 2008, en Breña predominaron los establecimientos comerciales (46%), manufactureros (13%), alojamiento y servicios de comida (12%), el resto (29%) fueron establecimientos de transportes, educación, salud, entre otros. Con relación a la forma de organización, el 80% de los establecimientos son registrados como personas naturales o empresas individuales, el 18% de los establecimientos están organizados como sociedades y el resto (2,2%) tienen otro tipo de organización jurídica.
Al 31 de diciembre de 2013, según cifras oficiales publicadas por el Instituto Nacional de Estadística e Informática, el número de empresas en Breña fue de 10 mil 950. Al cierre de 2016, según la misma fuente, el número se elevó a 13 mil 49, el número de empresas por cada mil habitantes fue de 173 y el número de empresas por kilómetro cuadrado de 4 mil 53, siendo el cuarto distrito limeño con mayor densidad empresarial, después de La Victoria, Surquillo y Lince.

#### Agencias de viaje y turismo

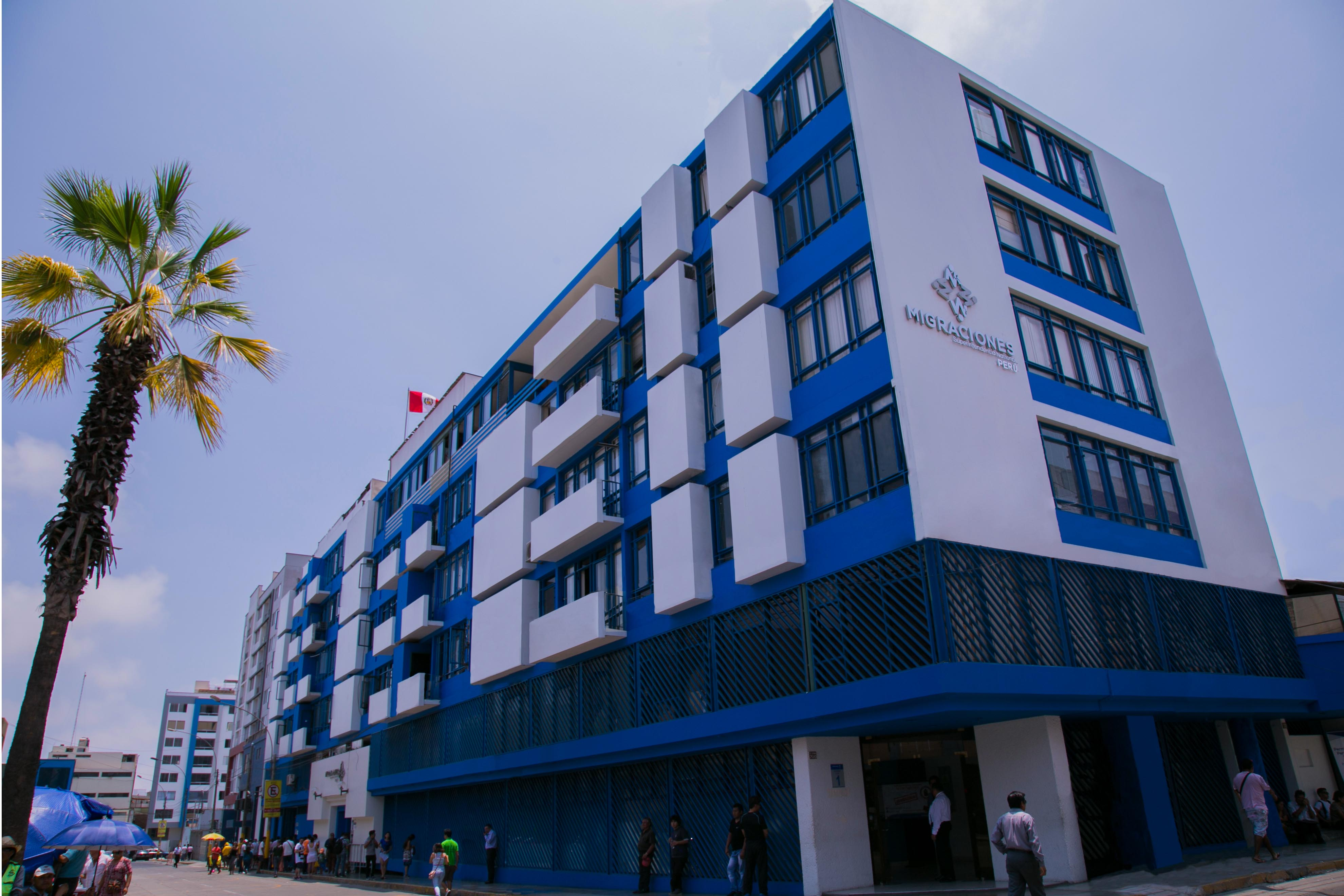
Alrededor del local de la Superintendencia Nacional de Migraciones se concentran la mayoría de agencias de viajes en el distrito.

En 2013, se registró en Breña un total de 25 agencias de viaje y turismo por kilómetro cuadrado, ubicándolo como el segundo distrito con mayor concentración de estos establecimientos después de Miraflores. En total existen 81 empresas que ofrecen principalmente venta de pasajes aéreos al interior y exterior, organizan paquetes turísticos al público o a clientes comerciales, que comprenden transporte, alojamiento, comidas y visitas a lugares históricos o culturales.
Solo en la avenida España, los jirones Huaraz e Iquique y el pasaje Nacarino existen 59 establecimientos; que se ubican cerca de la Superintendencia Nacional de Migraciones. Esta entidad llamada antes Dirección General de Migraciones y Naturalización, hasta mediados de la década de 1990, funcionaba en la esquina de la Avenida 28 de Julio con paseo de la República. El cambio a este distrito originó que numerosas agencias de viaje compraran o alquilaran viejas casas de corte popular para instalar allí sus negocios, además de la proliferación de tramitadores ambulantes, dada la afluencia de público para obtener o revalidar sus pasaportes.

#### Bancos
Al mes de noviembre de 2014, el número de oficinas de las empresas bancarias en Breña fue de 19 ubicándose principalmente en las avenidas Venezuela, Arica, jirón Huaraz y Alfonso Ugarte, de acuerdo a las estadísticas de la Superintendencia de Banca, Seguros y AFP.
Según la misma fuente, al mes de septiembre de 2014, el número de cajeros automáticos en el distrito fue de 85, instalados en estaciones de servicio de combustibles, cadenas de farmacias, supermercados y en las mismas oficinas bancarias. Esta cifra oficial podría estar sobrestimada si consideramos que los cajeros reportados por el banco BANBIF son de GlobalNet, que opera directamente Interbank.

#### Casas de cambio y de préstamo
Según el Registro de Empresas y Personas que efectúan Operaciones Financieras o de Cambio de Moneda existen 24 Casas de Cambio en el distrito de Breña, donde se realiza la compra y venta de moneda extranjera, principalmente dólares y euros. Asimismo, la mayoría de estos establecimientos ofrece también la carga virtual de servicio telefónico. Las Casas de Cambio están ubicadas en la avenida Venezuela (10 empresas), en el jirón Huaraz (6 empresas), en la avenida Arica (4 empresas) y en otros lugares del distrito (4 empresas).
Asimismo, están registrados 20 cambistas, que efectúan el cambio de moneda extranjera en la vía pública, generalmente en las esquinas con gran afluencia de público, como las de la avenida Venezuela y el jirón Loreto y la intersección del jirón Huaraz y el jirón Centenario.
Según el mismo registro, existen 2 casas de préstamo y empeño ubicadas en la cuarta cuadra de la avenida Arica, y en la decimosegunda cuadra de la avenida Venezuela, respectivamente.

#### Casinos y tragamonedas
Al 18 de enero de 2015, existen 16 establecimientos de salas de juego en el distrito de Breña autorizadas por el Ministerio de Comercio Exterior y Turismo. Existen en total 14 empresas que operan en el distrito, una de ellas, con tres establecimientos.
En total, la Dirección General de Juegos de Casino y Máquinas Tragamonedas ha autorizado el uso de 1895 máquinas en todo el distrito, siendo el establecimiento más grande el del cruce de las avenidas Venezuela y Alfonso Ugarte, denominado "Venezuela". De los 16 establecimientos, 11 están ubicados precisamente en las avenidas mencionadas.

#### Cines

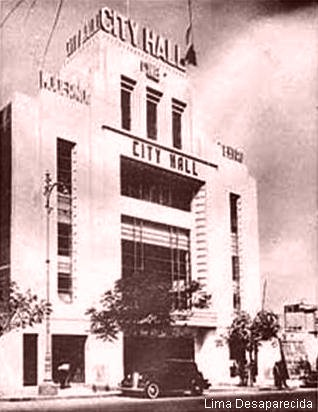
Antiguo cine City Hall.

Incluso antes de la fundación de Breña como distrito, la zona llamada Chacra Colorada albergó diversas salas de cine debido a la expansión que este tipo de entretenimiento experimentó desde el centro histórico de Lima hacia zonas emergentes durante la década de 1930. El primero en edificarse fue el cine Capitol, ubicado en la segunda cuadra de la avenida Arica, al que le siguieron los cines Hollywood, Glory, Monumental, Para ti, Breña y Fantasía. En 1946, fue inaugurado el cine City Hall, ubicado en la cuadra seis de la avenida Venezuela y construido en estilo art déco. Tenía una capacidad de 1490 butacas y en él se exhibieron películas hindúes desde los años setenta hasta su cierre en 2005, año en que su infraestructura fue reciclada y utilizada como espacio de culto.
A partir de los años 80 y 90, al igual que muchos cines de Lima, las salas breñenses fueron cerrando y se adaptaron a otros usos. Los cines Monumental y Fantasía, ambos ubicados en la avenida Venezuela, fueron convertidos en galería comercial y tienda de electrodomésticos respectivamente. El cine Hollywood tras ser cerrado funcionó como supermercado y luego como depósito. De la misma forma que el City Hall, el cine Capitol fue utilizado como iglesia, para posteriormente ser demolido y reedificado como templo. La demolición fue el destino de muchos otros cines como el Breña, el Varela y el Glory, que terminaron siendo reemplazados por nuevas edificaciones.
En enero de 2015, se instalaron dos establecimientos en el distrito. Uno de ellos pertenece a la cadena Cine Star, que en mayo de 2007 inauguró un establecimiento en la avenida Venezuela. La segunda cadena de multicines que incursionó en el distrito, fue Cineplanet, ubicado en la séptima cuadra de la avenida Brasil.

#### Farmacias y boticas
En el mes de febrero de 2015, según el Registro Nacional de Establecimientos Farmacéuticos de la Dirección General de Medicamentos, Insumos y Drogas (DIGEMID) del Ministerio de Salud, en el distrito de Breña existen 118 farmacias y boticas. De estos establecimientos, 30 pertenecen a once empresas que constituyen las principales cadenas de farmacias que operan en el país.
De los 30 locales de cadenas farmacéuticas, seis pertenecen a Farmacias Hollywood S.A.C., que es una de las farmacias más antiguas del distrito al iniciar sus operaciones en diciembre de 1958 en el jirón Loreto 592. Le siguen en importancia, las cadenas INKAFARMA de Eckerd Perú S.A. y MIFARMA, cada una con 5 establecimientos.
Del total de 118 farmacias y boticas, el 35% se encuentra en las avenidas Venezuela y Alfonso Ugarte. Al mes de febrero de 2015 en la avenida Venezuela existen 25 farmacias, de las cuales el 40% se ubican en la cuadra seis de dicha avenida. En la avenida Alfonso Ugarte operan 17 farmacias y boticas, concentrándose el 59% de estos establecimientos en la cuadra nueve, cerca del Hospital Arzobispo Loayza.
De otro lado, en la avenida Brasil hay 8 farmacias, en la avenida Juan Pablo Fernandini 6, en el jirón Restauración 6 y las demás se ubican en el resto de calles, destacando las avenidas Tingo María, Arica, y los jirones Huaraz, General Varela y Zorritos.

#### Información y comunicación
Según el IV Censo Nacional Económico , en 2008 existían en el distrito de Breña, 158 establecimientos dedicados a las actividades de Información y Comunicación, siendo el 86,7% de ellos personas naturales; mientras que, el 7,6% estaban organizados como sociedades anónimas.
Según el Ranking de Calidad Móvil Distrital 2018, presentado por el Organismo Supervisor de Inversión Privada en Telecomunicaciones, con base en un estudio desarrollado entre mayo y junio de 2018, de 49 distritos investigados en la provincia de Lima y la provincia constitucional del Callao, Breña ocupa el puesto 34 con un porcentaje de conectividad de 62,29%. En 2015, el mismo estudio posicionó al distrito en el segundo lugar con el porcentaje de 59,72%.

#### Imprentas
En el primer trimestre de 2014, según el Directorio Central de Empresas y Establecimientos, el distrito de Breña fue el de mayor concentración de imprentas por kilómetro cuadrado. Estas unidades empresariales ofrecieron servicios de impresión de facturas, boletas de venta, recibos por honorarios, guías de remisión, notas de crédito y de débito, sobres membretados, tarjetas personales, dípticos, trípticos, afiches, folders, gigantografías, serigrafía, folletos, libros, revistas, volantes, invitaciones, diplomas, artículos de merchandising, entre otros. Los lugares que albergan los equipos para el funcionamiento de esta actividad, son principalmente casonas, que no presentan letreros o avisos de su giro de negocio.
En el distrito se registraron 514 empresas que ofrecen estos servicios, existiendo por cada kilómetro cuadrado 160 imprentas, cifra que constituye a nivel distrital, como la de más alta densidad en Lima Metropolitana. Casi la mitad de estos establecimientos se encuentran en el jirón Huaráz, jirón Recuay, avenida Bolivia, jirón General Varela y la avenida República de Portugal.

#### Supermercados y tiendas
En el distrito de Breña se abrió el primer hipermercado del Perú en el año 1967 denominado Scala Gigante, que se ubicó en el antiguo local de la General Motors, en la cuadra seis de la avenida Venezuela. Al iniciarse la década de 1980 la cadena "Monterrey" abrió un supermercado llamado "El Pino" en la quinta cuadra del jirón Loreto, en las instalaciones del ex-cine "Hollywood". En la primera década del 2000, Supermercados Peruanos abrió la Tienda "Mass Loreto" en el jirón Loreto 475. Todos estos supermercados cerraron definitivamente.
Según el grupo Wong y la empresa CENCOSUD, en 1996, se inaugura el hipermercado Metro en Breña, situado en la cuadra seis de la avenida Venezuela (antes ocupado por Scala Gigante). En 2006, se inaugura el supermercado o almacén "ECO" en la quinta cuadra de la avenida Arica (antes empresa Pedro E. Martinto). Luego cambia de denominación a "Metro Martinto".
En diciembre de 2013, Plaza Vea abre sus puertas en Breña en la calle Juan Pablo Fernandini 754. Se abre también la Tienda Promart HomeCenter ofreciendo productos para el mejoramiento del hogar o vivienda. En 2014, se inaugura el Centro Comercial La Rambla, en la cuadra siete de la avenida Brasil, al costado del Instituto Nacional de Salud del Niño.
A fines de 2014, se inaugura la tienda por departamentos Paris, en la cuadra siete de la avenida Brasil, dentro del centro comercial "La Rambla". En abril de 2015 se inaugura la tienda Ripley en el mismo centro comercial.
En 2016, el distrito contó con tres supermercados y tres tiendas por departamento: Hipermercados Metro Breña, Supermercado Metro Martinto, Plaza Vea, Tiendas Paris, Promart Home Center y Ripley. Asimismo, se abrieron tres tiendas de la cadena TAMBO de Lindcorp Retail, en la cuadra 11 de la avenida Bolivia, cuadra 8 de la avenida Venezuela, y en noviembre de 2017, en la esquina del jirón Restauración y avenida Brasil.

## Educación

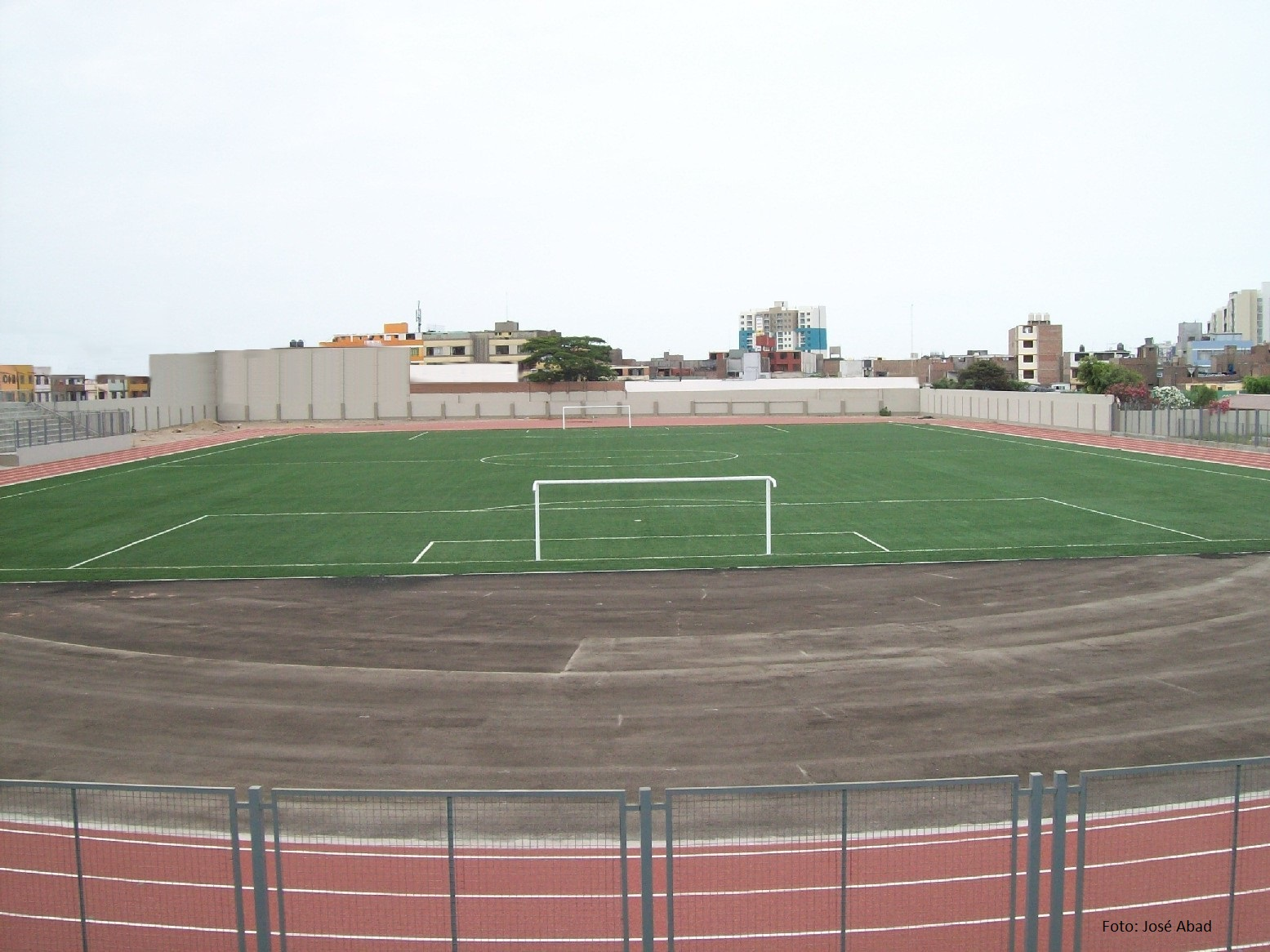
Estadio del Colegio estatal Mariano Melgar, ubicado en el pasaje del mismo nombre, en el distrito de Breña.

En 2020, según el Ministerio de Educación, el distrito de Breña contaba con un total de 90 locales educativos, de los que una cuarta parte eran públicos y el resto privados. Del total de locales, 75 correspondían a la educación básica regular, dos a la básica alternativa, una a la básica especial, siete a la técnico-productiva y cinco a la superior no universitaria. En total se registraron 29 677 alumnos y 1743 docentes distribuidos en todos los niveles educativos. En 2019, la institución educativa que alberga la mayor cantidad de alumnos fue el colegio privado María Auxiliadora con 1735 alumnos, seguido del colegio público emblemático Rosa de Santa María con 1518 alumnos. Destacó también el colegio privado La Salle (1487 alumnos), el colegio Mariano Melgar (1279 alumnos) y el colegio San Francisco de Sales (1264 alumnos). De otro lado, el Instituto Superior Tecnológico CESCA contó con 1257 alumnos matriculados en carreras técnicas relacionadas con la computación e informática, contabilidad, secretariado y administración de Empresas. 
| Tipo de gestión | Cantidad | Alumnos | Docentes |
| --------------- | -------- | ------- | -------- |
| Pública         | 22       | 11 200  | 600      |
| Privada         | 68       | 18 477  | 1143     |
| Total           | 90       | 29 677  | 1743     |

| Nombre de institución educativa | Régimen | Número de alumnos |
| ------------------------------- | ------- | ----------------- |
| María Auxiliadora               | Privado | 1 735             |
| Rosa de Santa María             | Público | 1 518             |
| La Salle                        | Privado | 1 487             |
| Mariano Melgar                  | Público | 1 279             |
| San Francisco de Sales          | Privado | 1 264             |
| CESCA                           | Privado | 1 257             |
| Santa María de Breña            | Privado | 1 181             |
| Diez de Octubre                 | Privado | 997               |
| Trilce de Breña                 | Privado | 989               |
| Politécnico Salesiano           | Privado | 875               |

### Educación básica regular
En 2020, el distrito de Breña contó con 53 establecimientos educativos dedicados a la enseñanza de nivel inicial, donde estudiaron 3670 alumnos. De estos establecimientos la quinta parte eran públicos y el resto privados. El centro educativo con mayor número de alumnos de educación inicial es el Colegio Inmaculada Concepción donde estudiaron 318 alumnos en quince secciones. Le sigue en importancia el colegio John Rockefeller con 310 alumnos en doce secciones. En ese año, se registraron en Breña, 46 establecimientos educativos dedicados a la enseñanza de nivel primaria, los que albergaron a 10 043 estudiantes. Del total de instituciones educativas que brindan el servicio de educación primaria, diez son de gestión pública y las 36 restantes son privadas. El colegio nacional Rosa de Santa María con 772 alumnos es el que mayor cantidad de estudiantes de primaria registra. En segundo lugar destaca el colegio La Salle (privado) con 724 alumnos y en tercer lugar el colegio parroquial San Francisco de Sales (Salesiano) con 686 alumnos.
| Nombre de institución educativa      | Régimen | Número de alumnos |
| ------------------------------------ | ------- | ----------------- |
| 0005 Rosa de Santa María             | Público | 772               |
| La Salle                             | Privado | 724               |
| San Francisco de Sales (Salesiano)   | Privado | 686               |
| Diez de Octubre                      | Privado | 632               |
| Santa María de Breña                 | Privado | 471               |
| María Auxiliadora                    | Privado | 435               |
| Patrocinio de San José               | Privado | 400               |
| Nuestra Señora del Buen Consejo      | Privado | 391               |
| 1017 Señor de los Milagros           | Público | 382               |
| 0004 Mariano Melgar                  | Público | 344               |
| 1005 Jorge Chávez Dartnell           | Público | 342               |
| 0002 Hermano Anselmo María           | Público | 313               |
| 1019 Chavín                          | Público | 274               |
| 1008 Virgen de Lourdes               | Público | 257               |
| 1014 Rep. Oriental del Uruguay       | Público | 222               |
| Luz Casanova                         | Privado | 204               |
| San Francisco Javier                 | Privado | 198               |
| Albert Einstein                      | Privado | 192               |
| 1006 Mariscal Andrés Avelino Cáceres | Público | 189               |
| Hermano Noe Zevallos Ortega          | Privado | 185               |
| Jesús El Buen Pastor                 | Privado | 179               |
| Albert Einstein                      | Privado | 175               |
| Giordano Bruno                       | Privado | 159               |
| Ingeniería de Breña                  | Privado | 158               |
| Los Santos Apóstoles                 | Privado | 156               |
| España                               | Privado | 152               |
| María de la Providencia              | Privado | 149               |
| Santísimo Señor De Luren             | Privado | 146               |
| San Francisco de Asís de Breña       | Privado | 137               |
| Mis Años Inolvidables                | Privado | 132               |
| Honores                              | Privado | 129               |
| Hans Christian Andersen              | Privado | 125               |
| 1003 República de Colombia           | Público | 121               |
| Sor Ángela Lecca                     | Privado | 113               |
| Virgen María                         | Privado | 102               |

Al 2020, el número de centros de educación secundaria en el distrito de Breña fue de 36, según el Ministerio de Educación. De este total, sólo cinco establecimientos eran públicos y el resto privados. El alumnado total de nivel secundaria ascendió ese mismo año 9015 estudiantes. El colegio nacional Rosa de Santa María es la institución educativa más grande en términos de alumnos con 1634 estudiantes distribuidos en 65 secciones. En segundo lugar destaca el colegio público Mariano Melgar con 1230 alumnos que estudian en 40 secciones. Le sigue en importancia el colegio privado Trilce con 909 alumnos.
| Nombre de institución educativa                       | Régimen | Número de alumnos |
| ----------------------------------------------------- | ------- | ----------------- |
| Institución Educativa Emblemática Rosa de Santa María | Público | 1634              |
| Institución Educativa Emblemática Mariano Melgar      | Público | 1230              |
| Trilce                                                | Privado | 909               |
| Colegio Salesiano San Francisco de Sales              | Privado | 657               |
| Colegio La Salle                                      | Privado | 656               |
| Santa María de Breña                                  | Privado | 605               |
| Diez de Octubre                                       | Privado | 451               |
| María Auxiliadora                                     | Privado | 450               |
| Patrocinio de San José                                | Privado | 349               |
| Honores                                               | Privado | 348               |
| Santísimo Señor de Luren                              | Privado | 336               |
| Hermano Anselmo María                                 | Público | 296               |
| Nuestra Señora del Buen Consejo                       | Privado | 220               |
| España                                                | Privado | 211               |
| Albert Einstein                                       | Privado | 206               |

### Educación básica especial
En Breña existe una sola institución educativa dedicada a la educación especial. El colegio público Beatriz Cisneros, ubicado en la avenida Arica, brinda este servicio a 82 alumnos, contando con 22 docentes en nueve secciones. Anteriormente en este local funcionó el Colegio Nacional Manuel Vicente Villarán, que tenía alumnos a nivel secundaria, este colegio se fusionó a la Institución Educativa N.º 1003 República de Colombia, el 16 de diciembre de 1997.

### Educación básica alternativa
La Educación Básica Alternativa es una modalidad que atiende a jóvenes y adultos, así como a adolescentes en extraedad escolar a partir de los 14 años, que compatibilizan estudio y trabajo. En el distrito de Breña, existen siete centros de educación básica alternativa (CEBA) que albergan en conjunto 920 alumnos según datos del año 2020. Los estudiantes de educación básica alternativa son aquellos que no se insertaron oportunamente en el sistema educativo, no pudieron culminar su educación básica, requieren compatibilizar el trabajo con el estudio, desean continuar sus estudios después de un proceso de alfabetización o se encuentran en extraedad para la educación básica regular.

### Educación técnico-productiva
La educación técnico-productiva es una forma de educación orientada a la adquisición y desarrollo de competencias laborales y empresariales en una perspectiva de desarrollo sostenible, competitivo y humano, así como a la promoción de la cultura innovadora que responda a la demanda del sector productivo y a los avances de la tecnología. En 2020, según el Ministerio de Educación, en el distrito de Breña había siete instituciones que ofrecían este tipo de educación, con un total de 4337 alumnos. Los mayores centros de educación técnico-productiva del distrito son el Politécnico Salesiano (822 alumnos) y el CETPRO María Auxiliadora. 
En esta categoría educativa se encuentra también el Centro Folklórico del Magisterio está registrado como un Centro de Educación Técnico-Productiva CETPRO. De gestión pública opera en el jirón 140. Cuenta con 371 alumnos distribuidos en 16 secciones. 
El instituto de idiomas CICEX Special English Institute dedicado exclusivamente a la enseñanza del idioma inglés para niños, adolescentes y adultos, contó en 2014 con 1410 alumnos, y está registrado por el Ministerio de Educación como un Centro de Educación Técnico-Productiva.

### Educación superior no universitaria
En Breña, según el Padrón de Instituciones Educativas existen dos institutos de educación superior pedagógica privados: Amauta y San Juan Bosco; además de tres institutos de educación superior tecnológica también privados: CESCA, ESEFUL y Virginia Henderson. En la Educación Superior Tecnológica destaca el Instituto CESCA con 3 mil 350 estudiantes en carreras técnicas relacionadas con la computación e informática, contabilidad, secretariado y administración de Empresas. Las clases se imparten en 80 secciones. El Instituto de Educación Superior Tecnológico Privado ESEFUL que tiene como objetivo la formación de profesionales competitivos para la enseñanza y el entrenamiento del fútbol en todas las categorías.

### Educación universitaria
En Breña opera un solo establecimiento de enseñanza superior universitaria, la Facultad de Ingeniería Electrónica e Informática de la Universidad Nacional Federico Villarreal, ubicada en la primera cuadra del jirón Iquique. Anteriormente funcionó también en el distrito la Universidad Interamericana para el Desarrollo (UNID) en la avenida Bolivia, la que ofreció las carreras de Contabilidad y Finanzas, Enfermería, Farmacia y Bioquímica, Administración de Turismo y Hoteles; y Marketing y Negocios Internacionales. Sin embargo dicha institución no pudo obtener el licenciamiento por parte de la SUNEDU por lo que se le ordenó suspender sus actividades en marzo de 2022.

## Salud

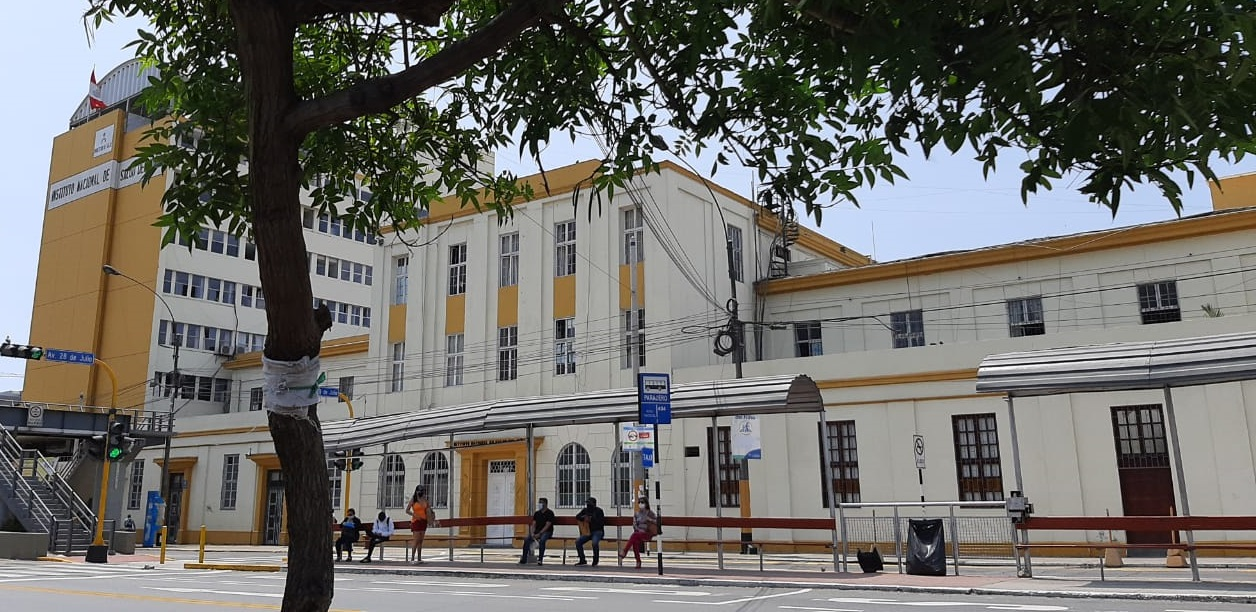
El Instituto Nacional de Salud del Niño tiene la categoría más alta entre los establecimientos de salud del distrito.

Según el Registro Nacional de Establecimientos de Salud y Servicios Médicos de Apoyo de la Superintendencia Nacional de Salud, el distrito de Breña cuenta con 70 establecimientos que prestan servicios médicos. Entre los más importantes está el Instituto Nacional de Salud del Niño, un centro especializado perteneciente a la red del Ministerio de Salud ubicado en la sexta cuadra de la avenida Brasil que funciona desde 1929 y ostenta la categoría más alta de los establecimientos de salud del distrito. Atiende aproximadamente a 1200 niños al día en treinta diferentes especialidades médicas. Además, en cuanto al sector privado, se encuentra la clínica San Marcos que brinda servicios de internamiento además de las especialidades de ginecología, obstetricia, pediatría, cirugía, urología, odontología, oncología, cardiología, oftalmología, inmunología y psicología. Está ubicada en la decimocuarta cuadra del jirón Huaraz. 
Existen también dos centros de salud públicos pertenecientes a la red del Ministerio de Salud. El primero es el centro de salud Breña, ubicado en el jirón Napo, inició operaciones el 3 de mayo de 1969, tiene la categoría I-3 y cuenta con laboratorio. El segundo es el centro de salud Chacra Colorada que inició operaciones en 1955 y se ubica en el jirón Carhuaz. Asimismo, existen nueve policlínicos en el distrito, la mayoría ubicados en la avenida Venezuela. La cantidad de consultorios médicos es de 47, la mayor parte de ellos ubicados también en la avenida Venezuela. Los establecimientos que brindan servicios médicos de apoyo en el distrito de Breña son diez. 
| Tipo                                        | Número de establecimientos |
| ------------------------------------------- | -------------------------- |
| Total                                       | 70                         |
| Instituto de Salud Especializado            | 1                          |
| Centros de Salud                            | 2                          |
| Clínicas                                    | 1                          |
| Policlínicos                                | 9                          |
| Consultorios médicos                        | 47                         |
| Centros de Diagnóstico por Imágenes         | 3                          |
| Laboratorios de Patología Clínica           | 2                          |
| Centros de Hemodiálisis                     | 2                          |
| Centros de Medicina Física y Rehabilitación | 2                          |
| Centros de Medicina Alternativa             | 1                          |

## Asociaciones y clubes
Entre los principales clubes sociales peruanos que se ubican en el distrito destacan la Asociación Guadalupana, la Unión de Exalumnos Salesianos, la Asociación de Exalumnos Melgarinos y el Club Defensor Lima (popularmente denominados "los carasucias").
Asimismo, se le suele identificar al distrito con el Club Universitario de Deportes ("el equipo de Breña"); sin embargo, el Estadio Lolo Fernández - "U", si bien se ubica en el jirón Zorritos, límite distrital de Breña, en realidad queda ubicado en el distrito de Lima.

## Religión

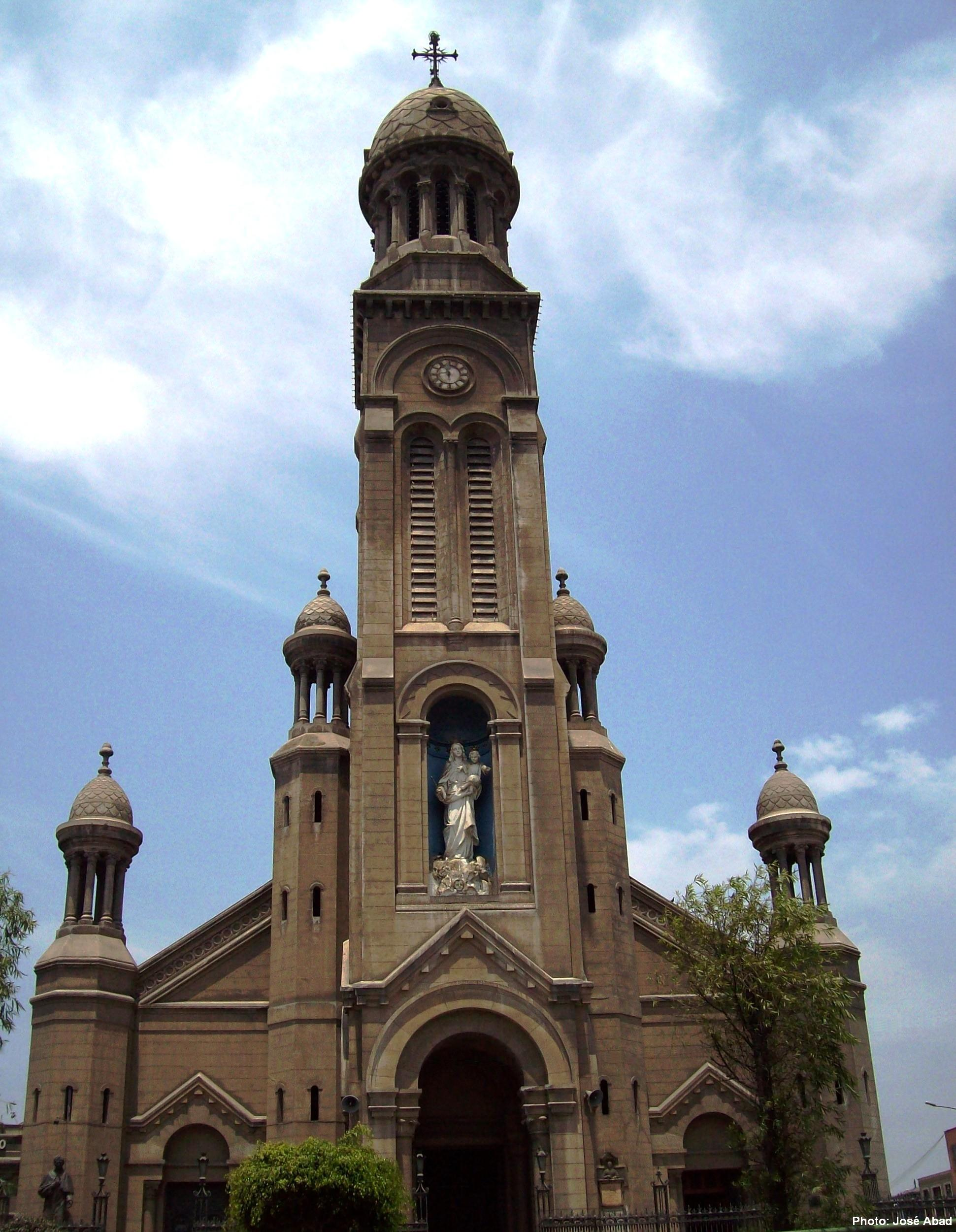
La Basílica de María Auxiliadora, ubicada en la avenida Brasil, es uno de los principales templos católicos de Breña.

La religión predominante en Breña es la católica a pesar de que su número de adeptos ha mostrado una tendencia a disminuir. De la población breñense mayor de doce años, el porcentaje que profesaba la religión católica se redujo de 86,2 % a 81 % entre 2007 y 2017. Similarmente, en el mismo periodo los evangélicos disminuyeron de 8,3 % a 7,5 %. Los que profesaban otra religión pasaron de ser el 2,7 % en 2007 al 5,4 % en 2017. De otro lado, la cantidad que mencionó no profesar ninguna religión ascendió de 2,8 % en 2007 a 6,1 % en 2017.
Desde el punto de vista jurisdiccional, la Iglesia católica cuenta con tres parroquias en Breña: la parroquia Nuestra Señora de los Desamparados y San José, la parroquia María Auxiliadora y la Parroquia San Pablo y Nuestra Señora del Carmen, cada una cuenta con su respectivo templo. Además, entre los centros educativos religiosos, destaca la capilla del Colegio La Salle.
En cuanto a la presencia de otras iglesias cristianas, en el distrito de Breña se edificó la primera iglesia metodista de Lima en 1932, que aún hoy realiza actividades en la avenida Bolivia. Igualmente operan en el distrito la Iglesia Alianza Cristiana y Misionera del Perú, la Iglesia Evangélica Pentecostal, y las Asambleas de Dios del Perú, la cual tiene en el distrito tres congregaciones: Nazaret de Breña, Misión Primitiva, y El Buen Pastor.
Además funcionan en Breña dos congregaciones de la la Iglesia de Jesucristo de los Santos de los Últimos Días, dos salones del reino de los Testigos de Jehová y otras iglesias como la sede nacional de la Iglesia Pentecostal Dios es Amor, la Comunidad Cristiana del Espíritu Santo (también conocida como «Pare de Sufrir»), y la organización religiosa Creciendo en Buena Tierra.

## Festividades
- 24 de mayo: María Auxiliadora.
- 28 de agosto: Semana Melgarina: celebraciones por la fundación (1948) del emblemático colegio de Breña, la Gran Unidad Escolar (GUE) Mariano Melgar.
- Noviembre: Señor de los Milagros de Breña, que sale en procesión de la Iglesia de San Pablo y Nuestra Señora del Carmen, ubicada en el jirón Orbegoso. Es organizada por la Hermandad del Señor de los Milagros de Breña, fundada el 10 de noviembre de 1985.

## Galería

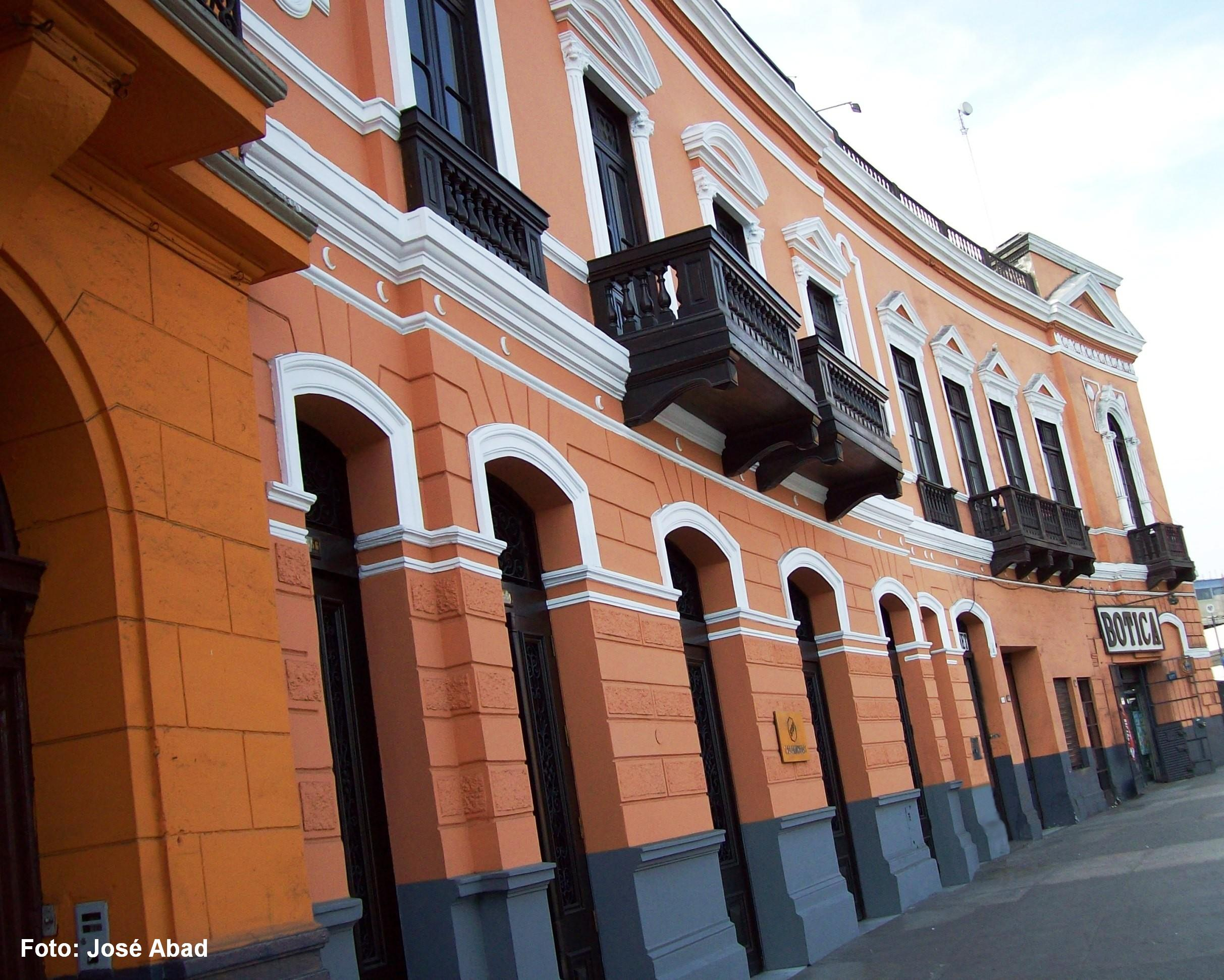
Inmuebles en los alrededores de la Plaza Bolognesi.
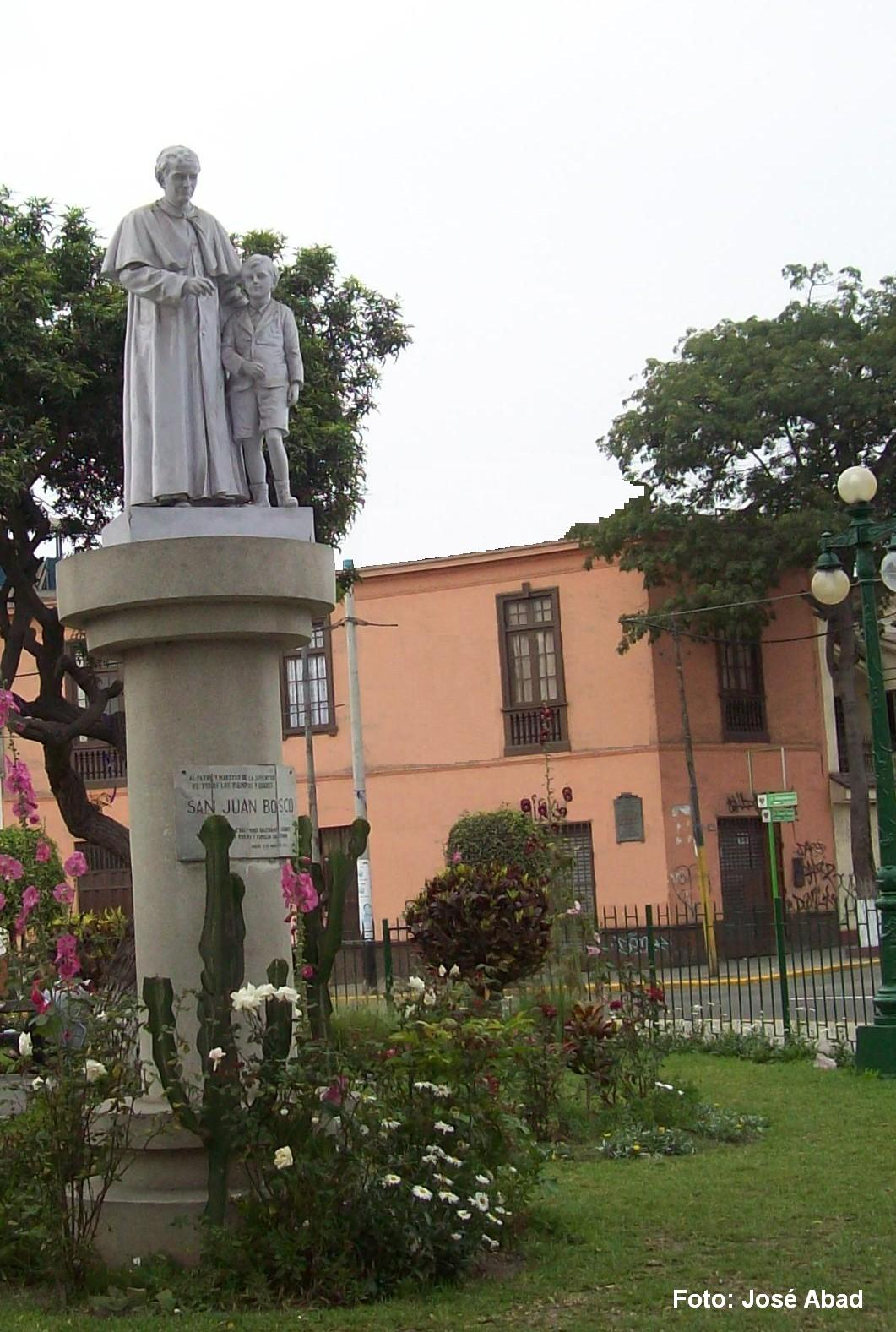
Monumento a Don Bosco ubicado en la intersección de los jirones Varela e Independencia.
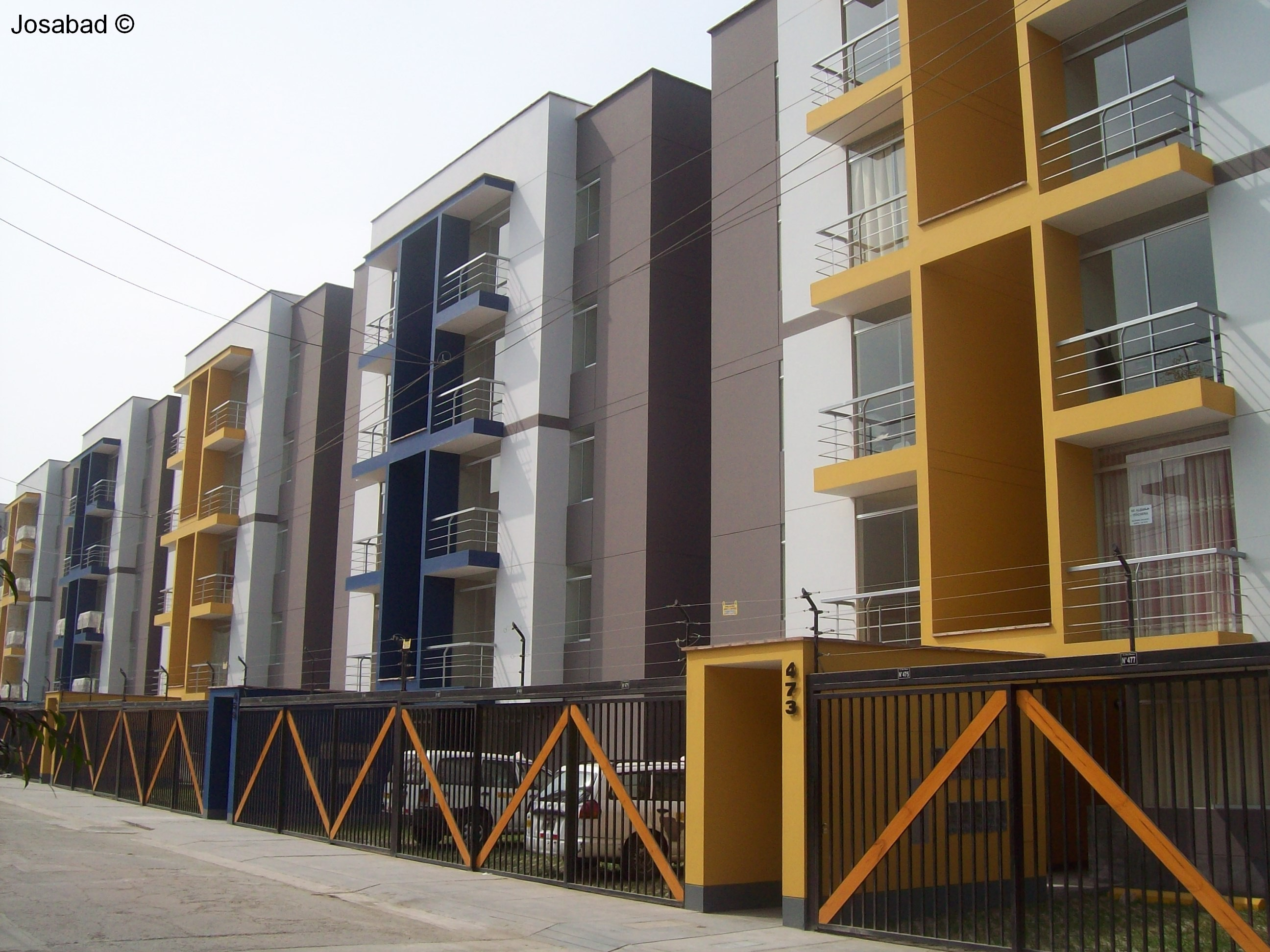
Edificios multifamiliares en el jirón Don Bosco que reemplazaron a viejas casonas y fábricas en el siglo XXI.
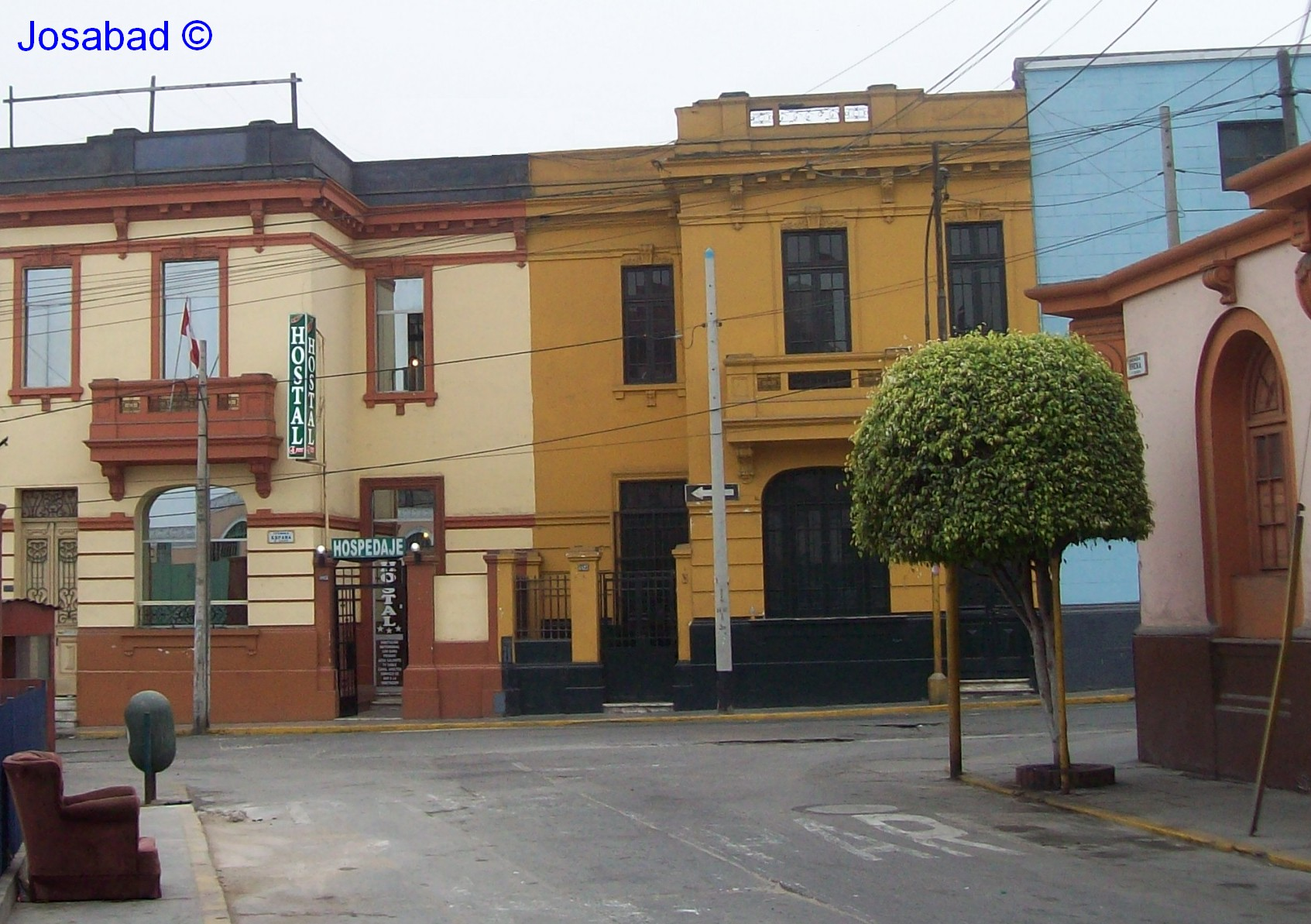
Viviendas en la avenida España vistas desde la calle Breña.
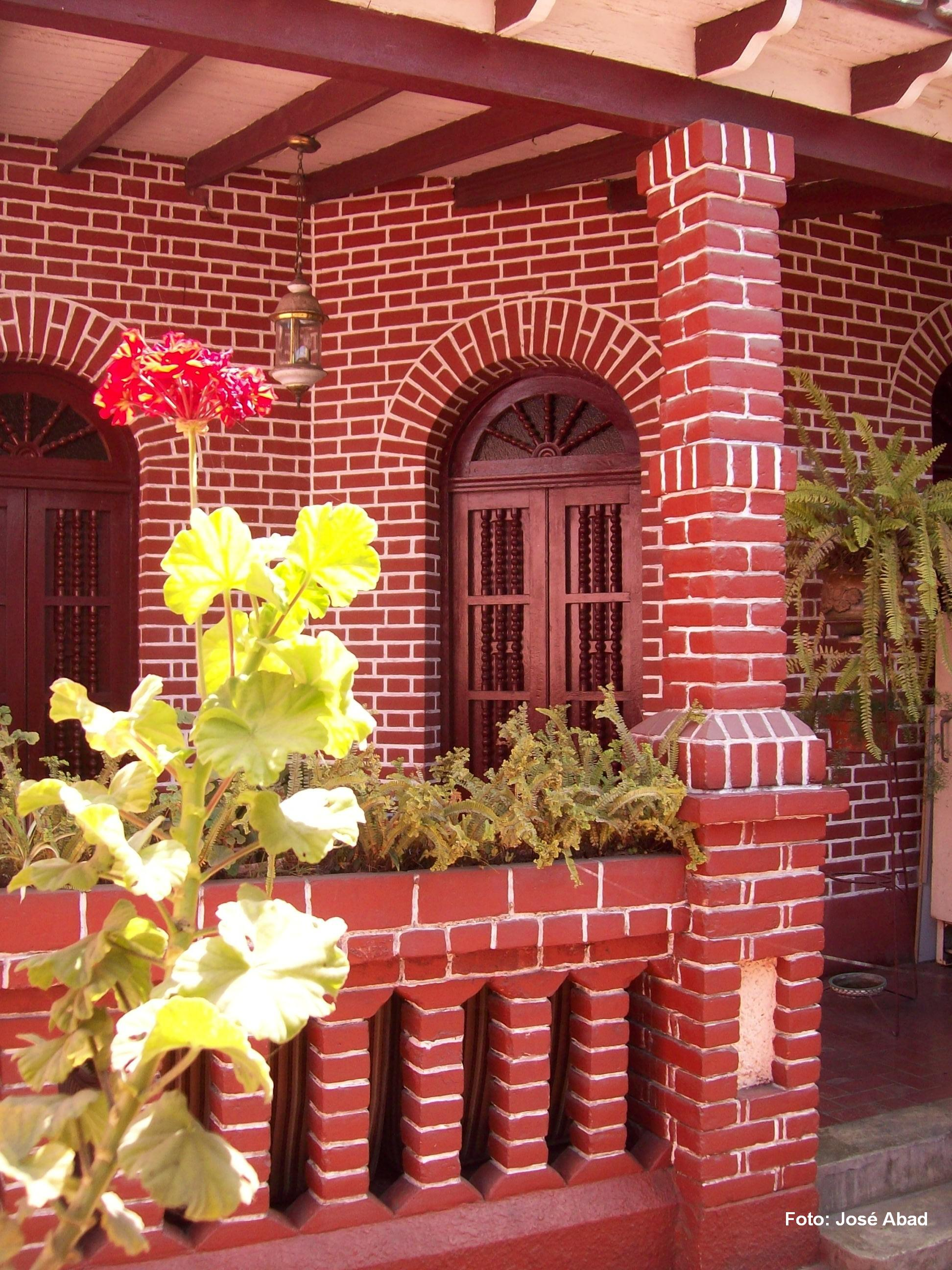
Casa de ladrillo expuesto donde predomina el color rojo. Situada en la cuadra 13 del jirón Jorge Chávez.
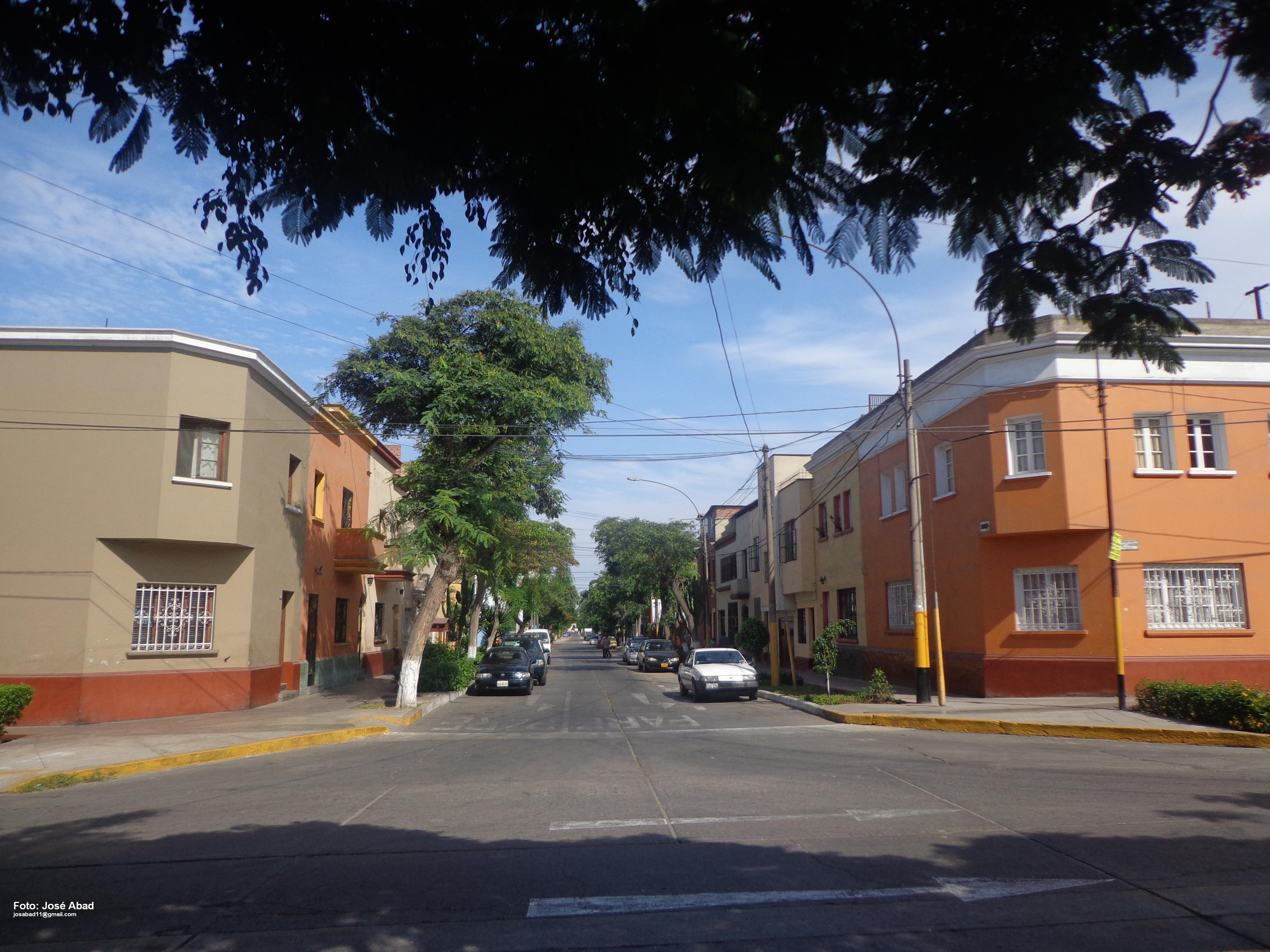
Vista de la primera cuadra del jirón General Vidal.
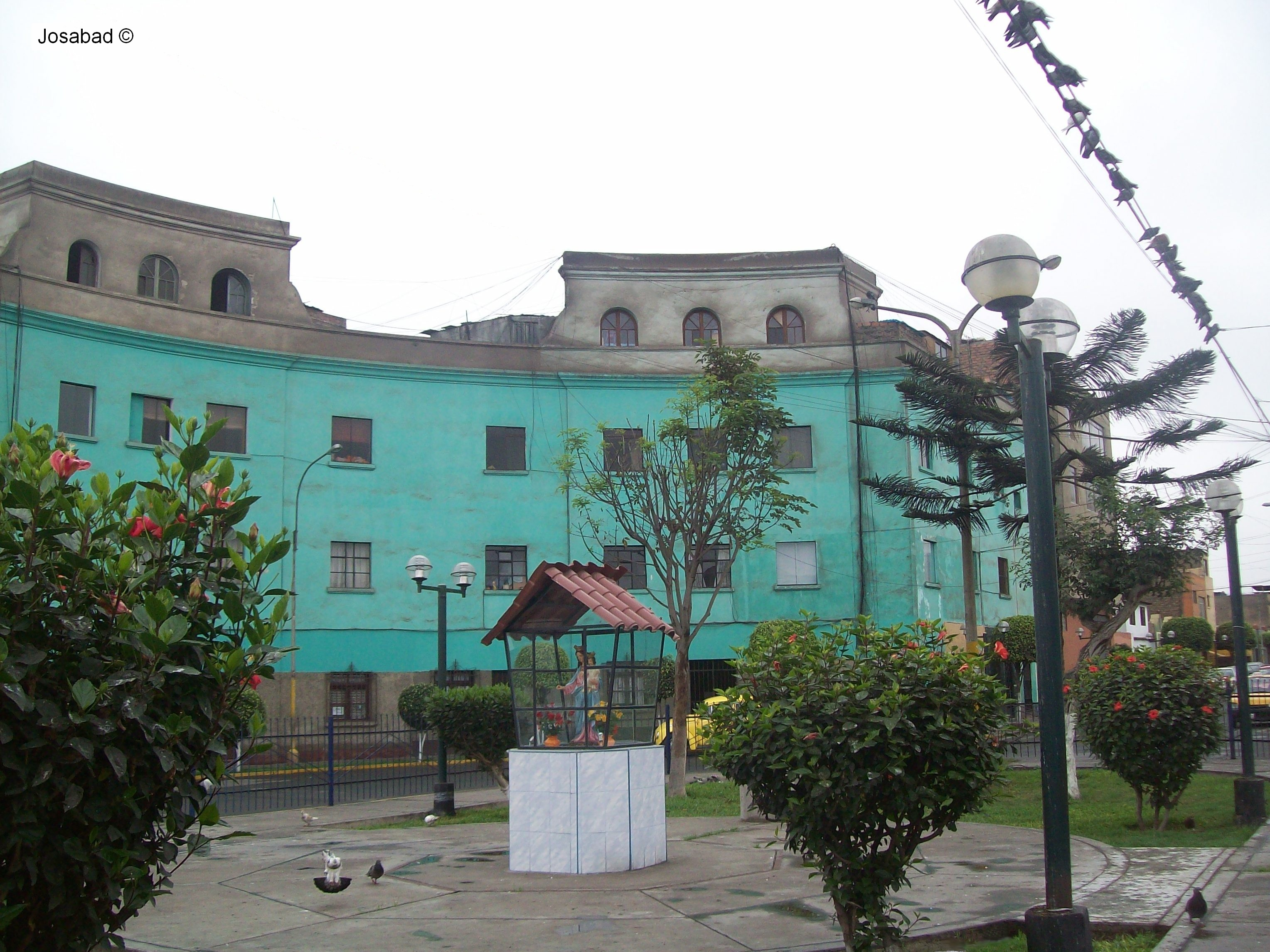
Capilla a la Virgen María Auxiliadora en el óvalo entre el jirón Pariacoto y Morona.
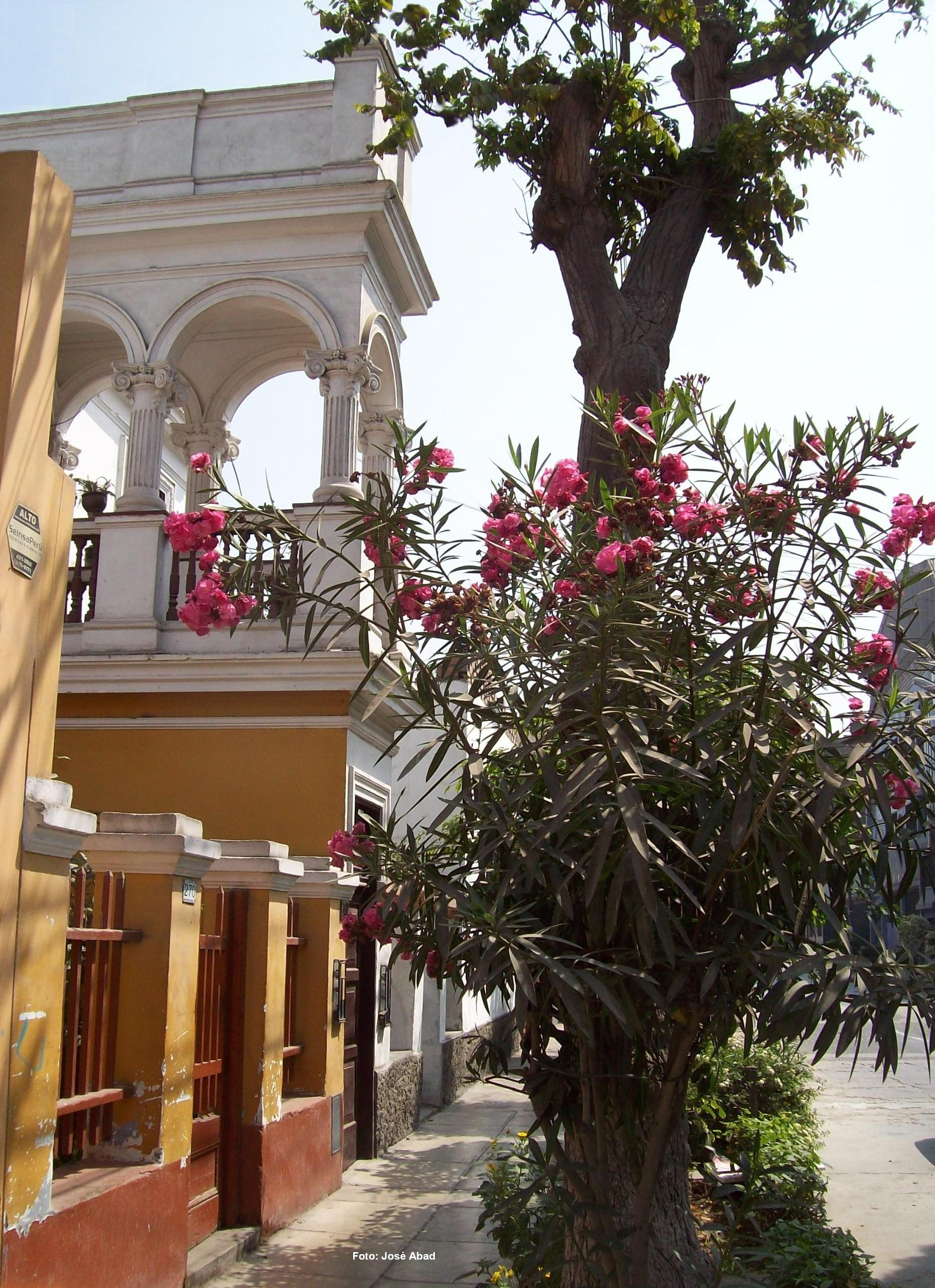
Casa en la segunda cuadra del jirón Iquique.
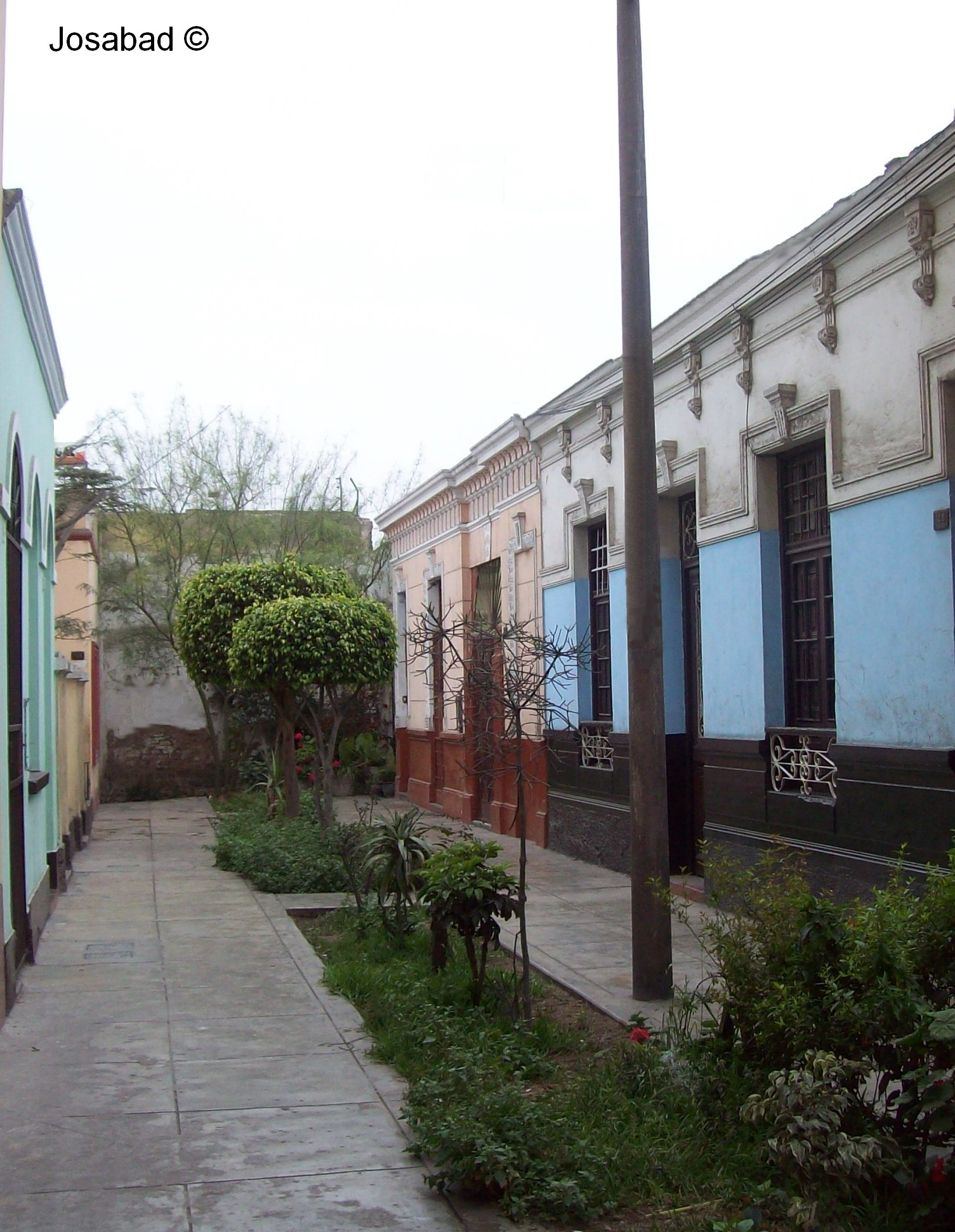
Vista del pasaje Lupuna.
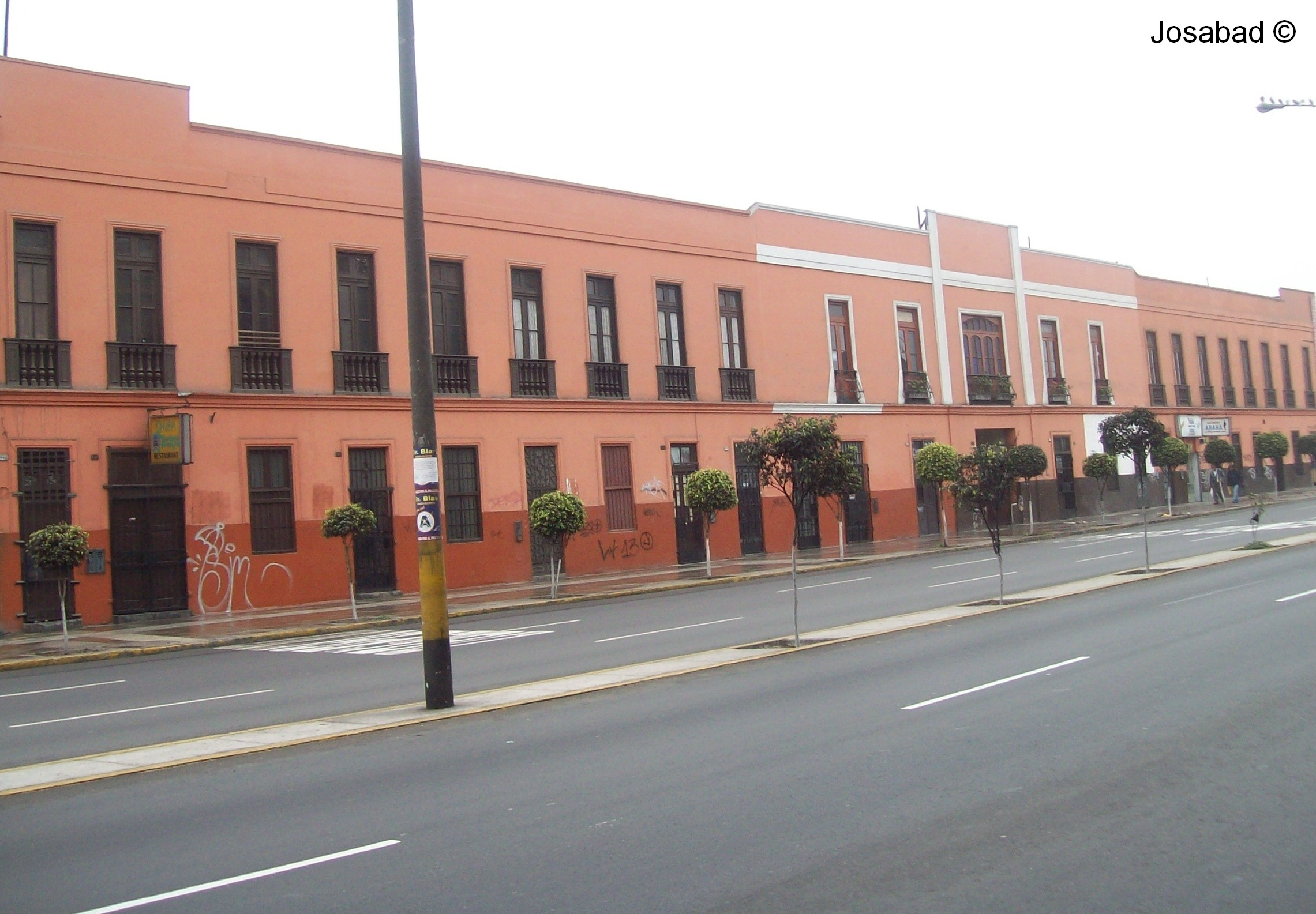
Antiguo conjunto habitacional en la sexta cuadra de la avenida Arica. Demolido en 2014.
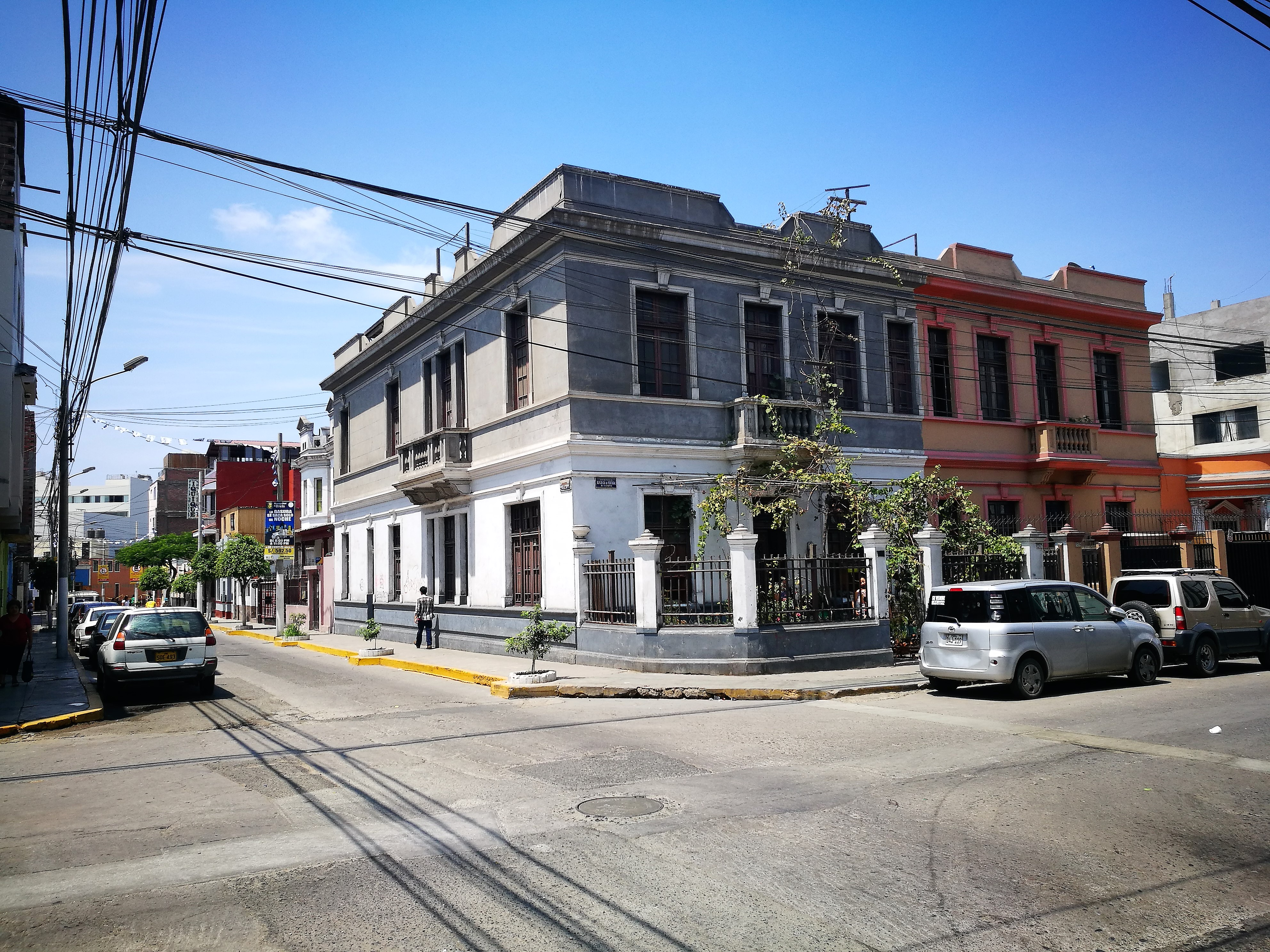
Calle y vivienda típica de Breña en la avenida República de Portugal.
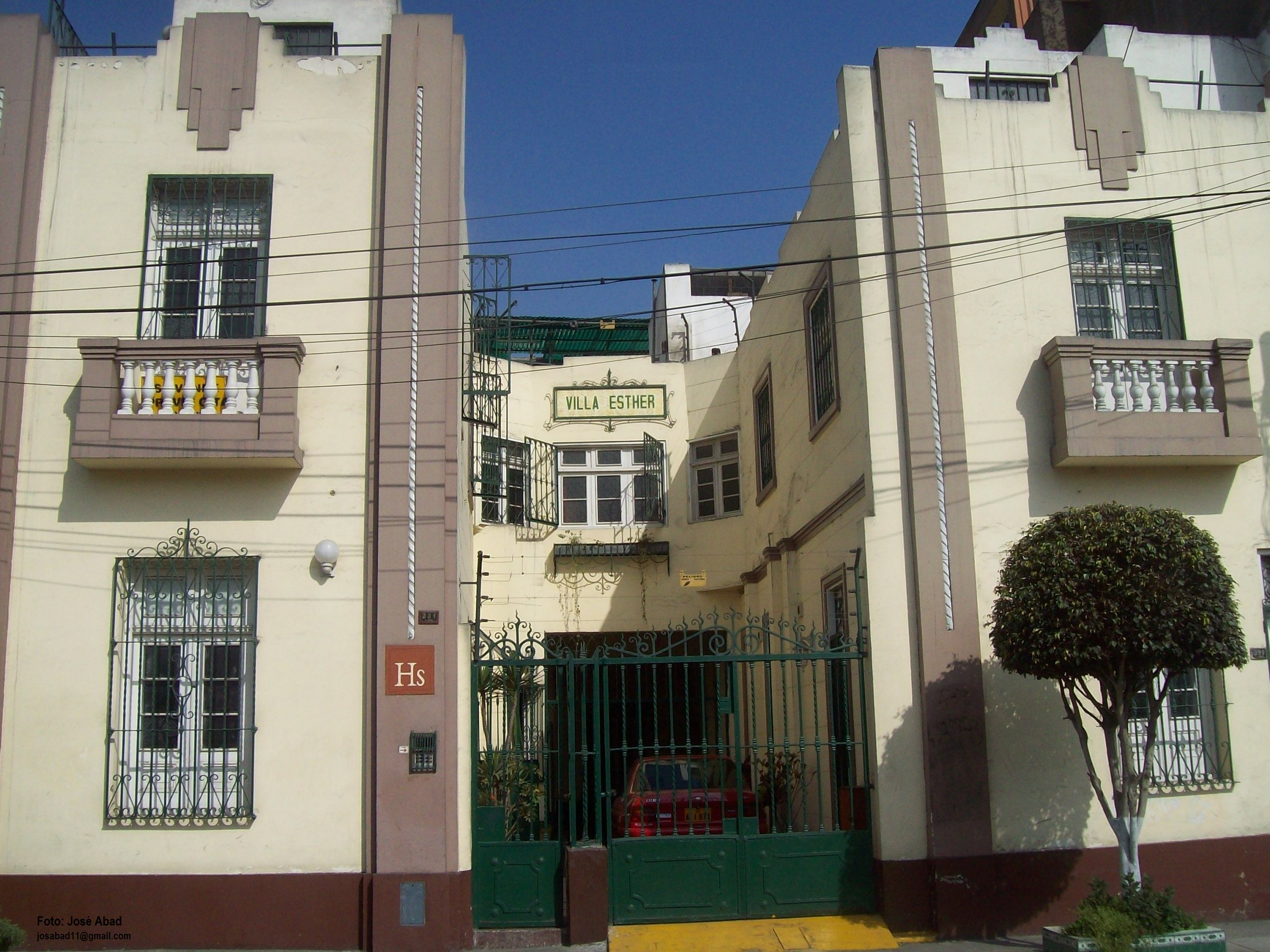
Conjunto de viviendas conocido como Villa Esther en el jirón Breña.
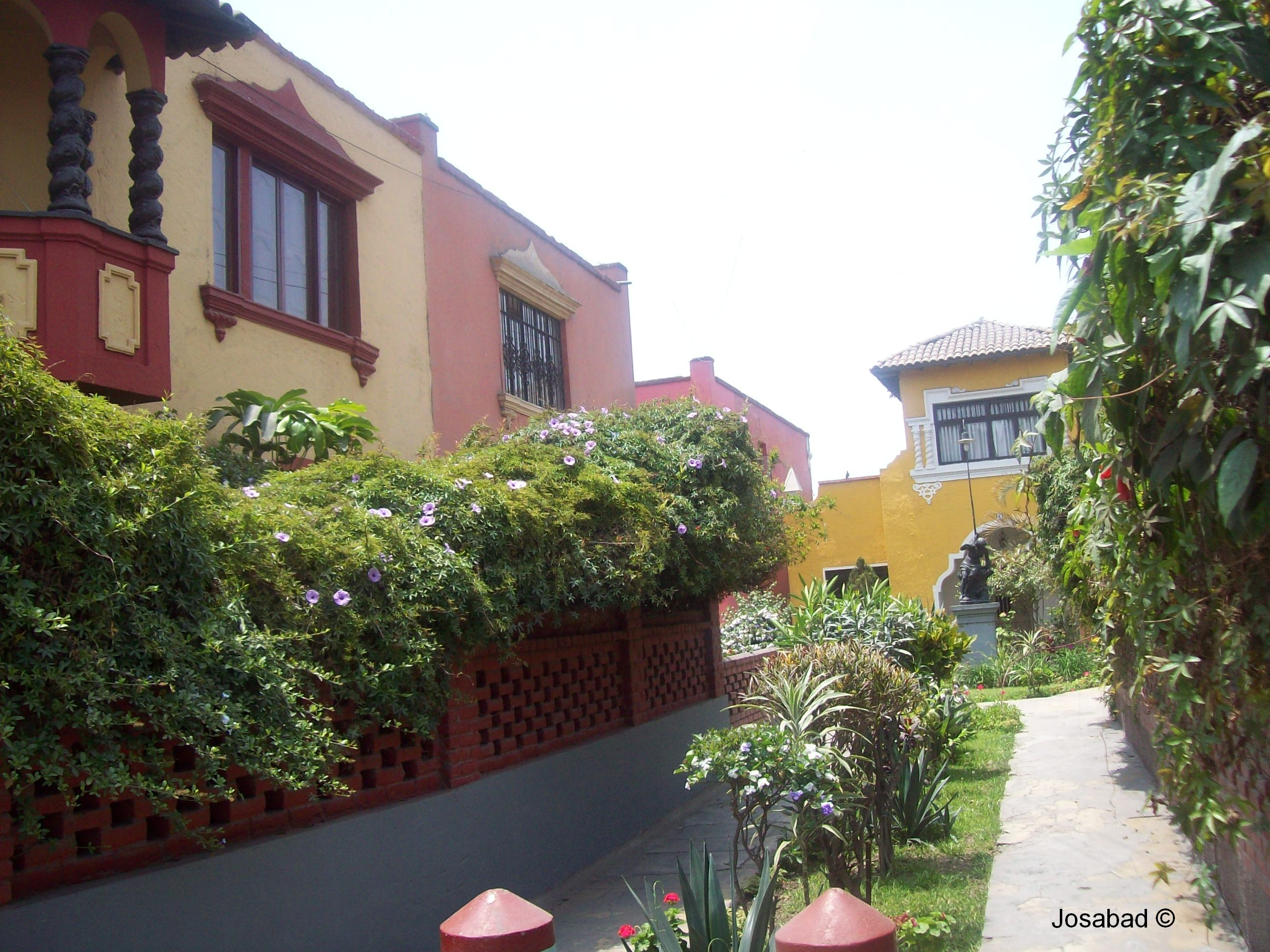
Quinta en la cuarta cuadra de la avenida República de Portugal.
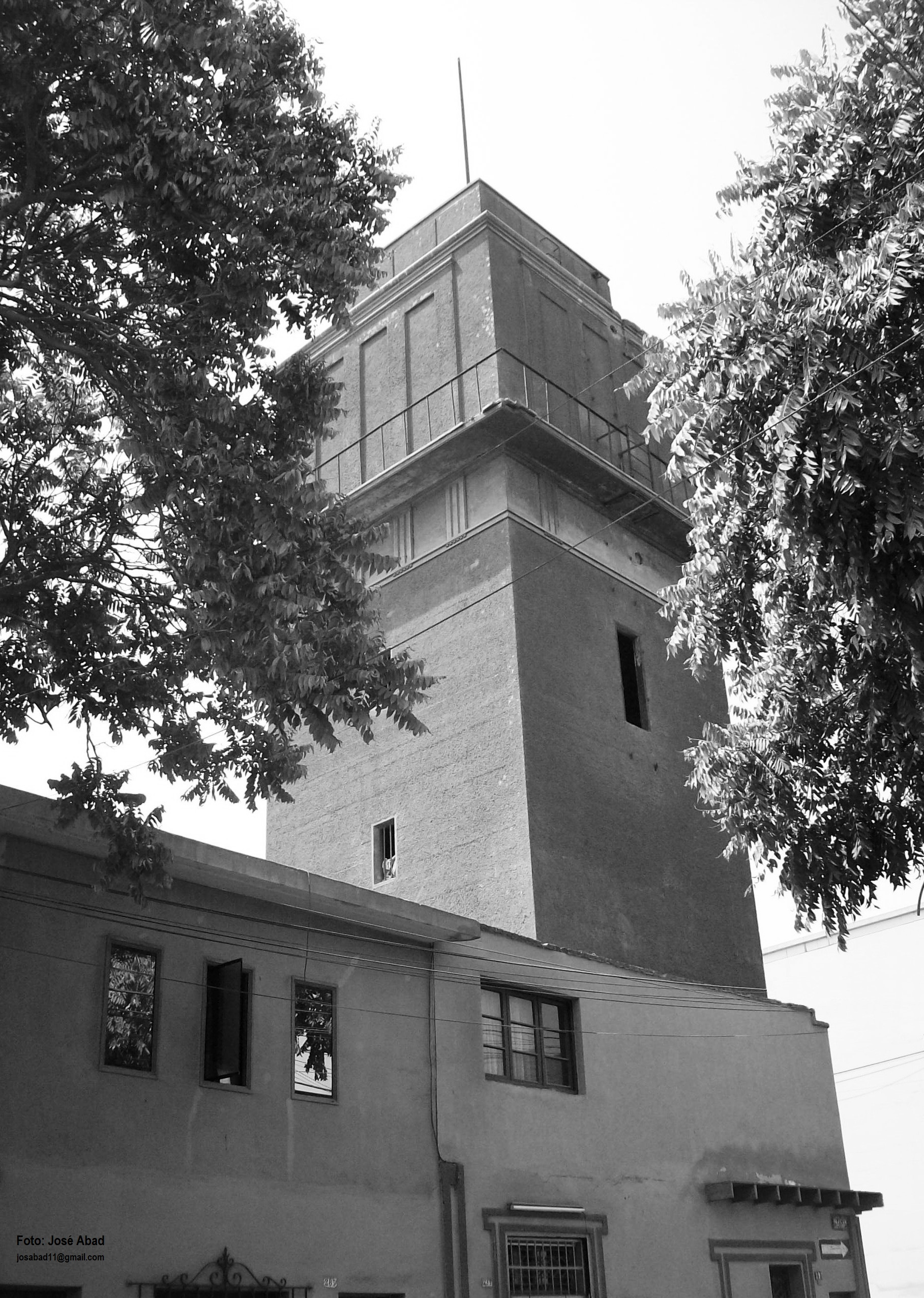
Mirador del árabe en la intersección de los jirones Iquique y Carhuaz.
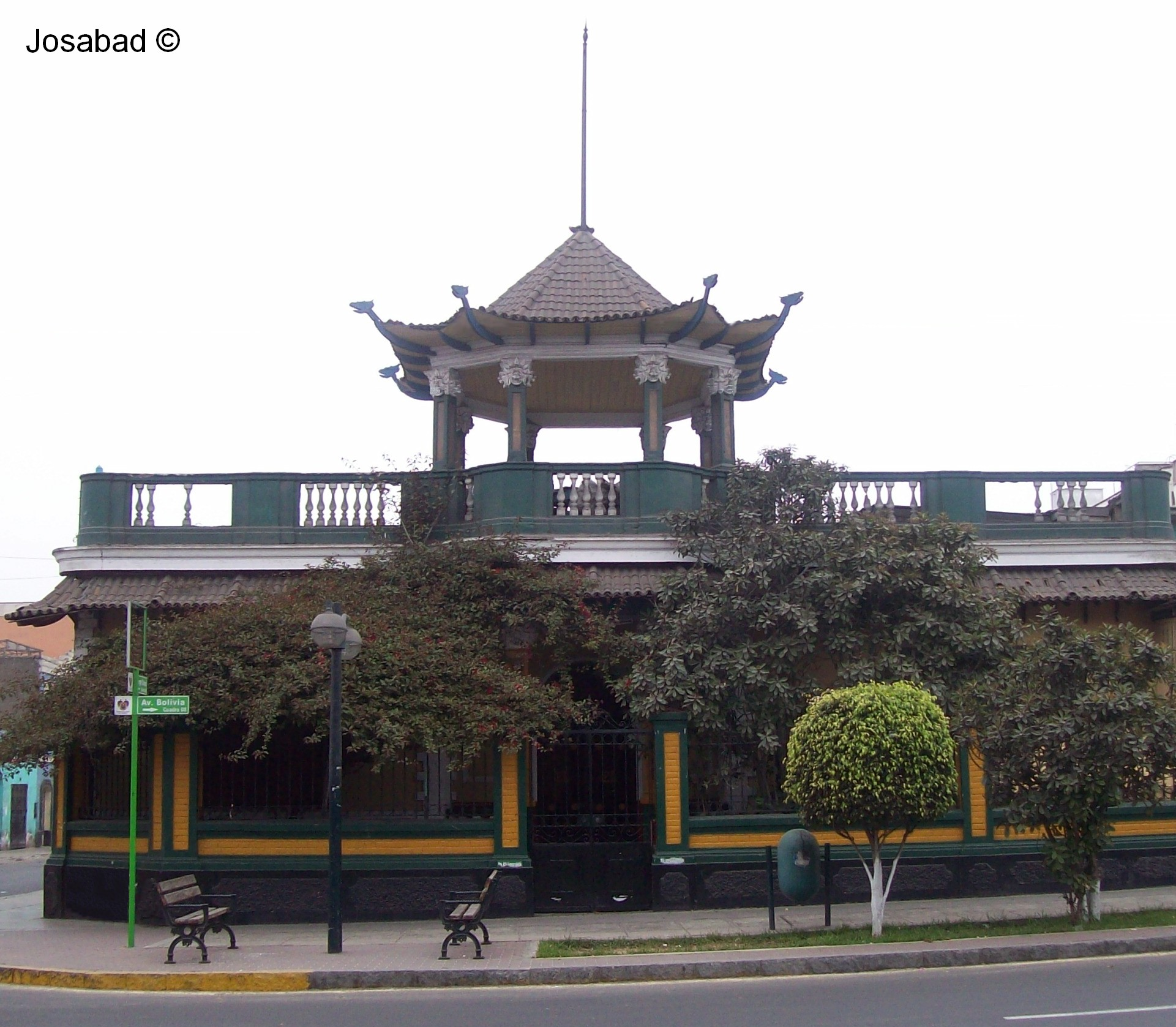
Vivienda ecléctica en la esquina del jirón Jorge Chávez y la avenida Bolivia.